# ベルリン王宮

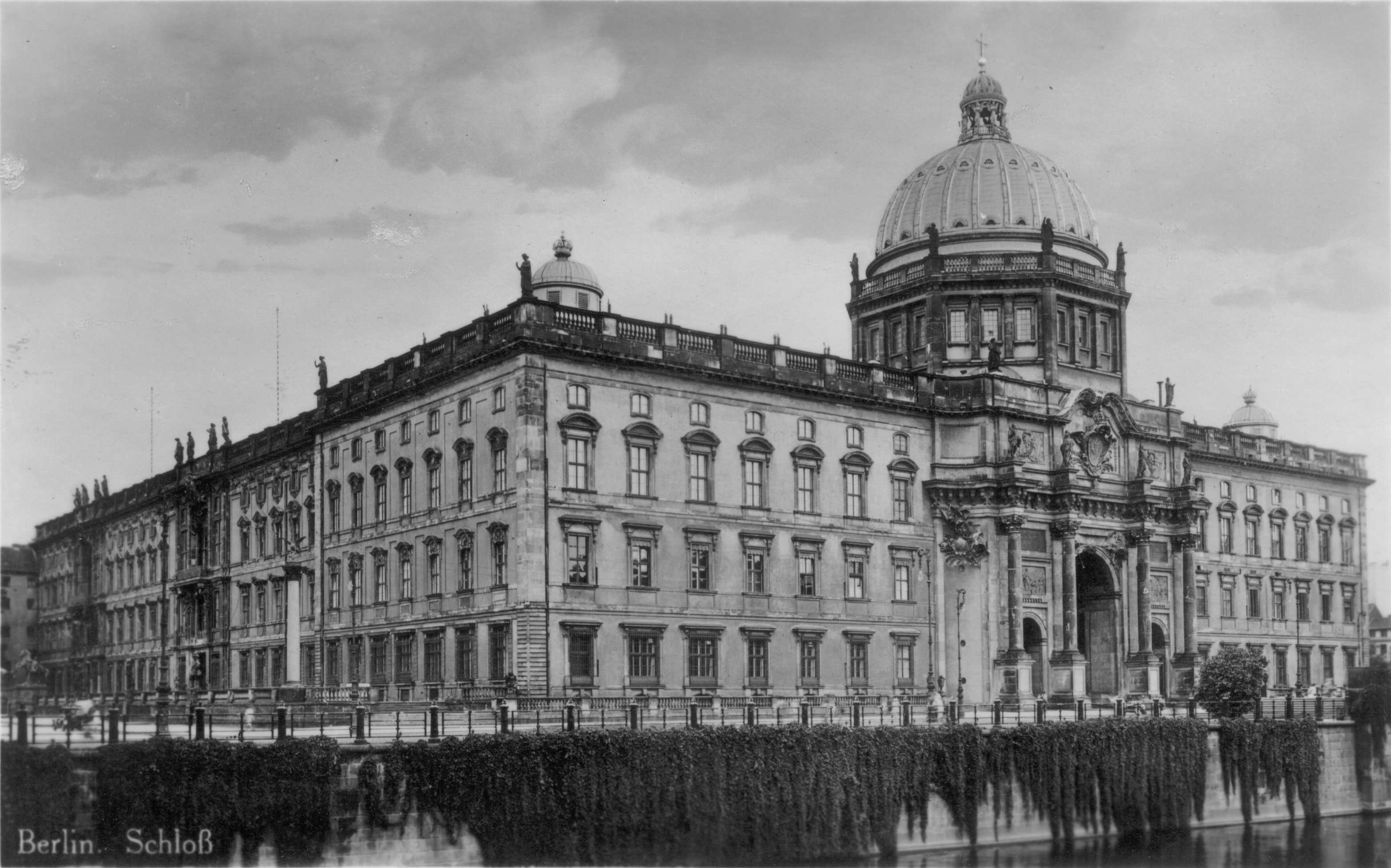
1920年代のベルリン王宮西面。中央の門がエオザンダー門

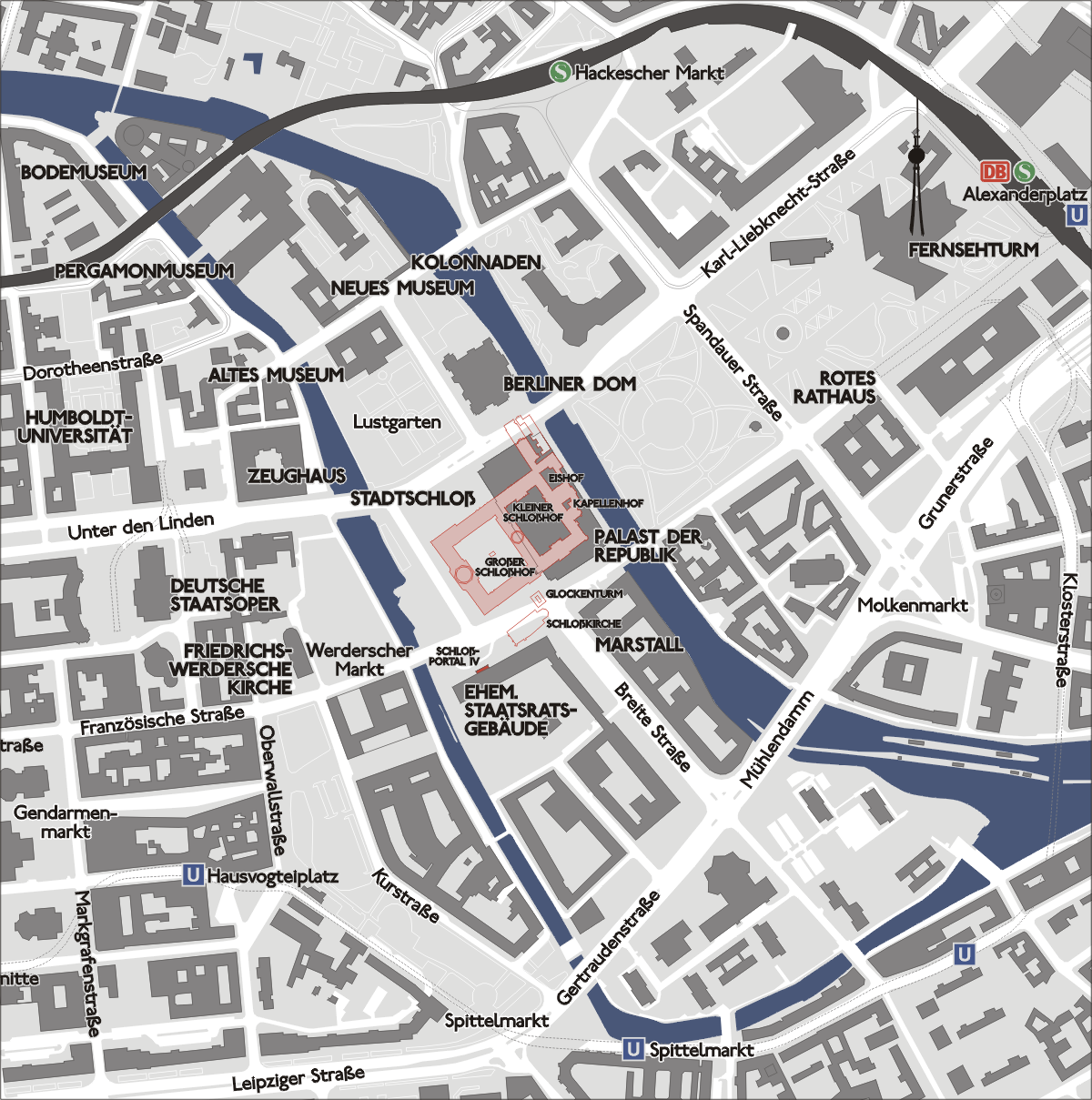
かつてのベルリン王宮の位置（薄い赤）。灰色は現在の建物の配置

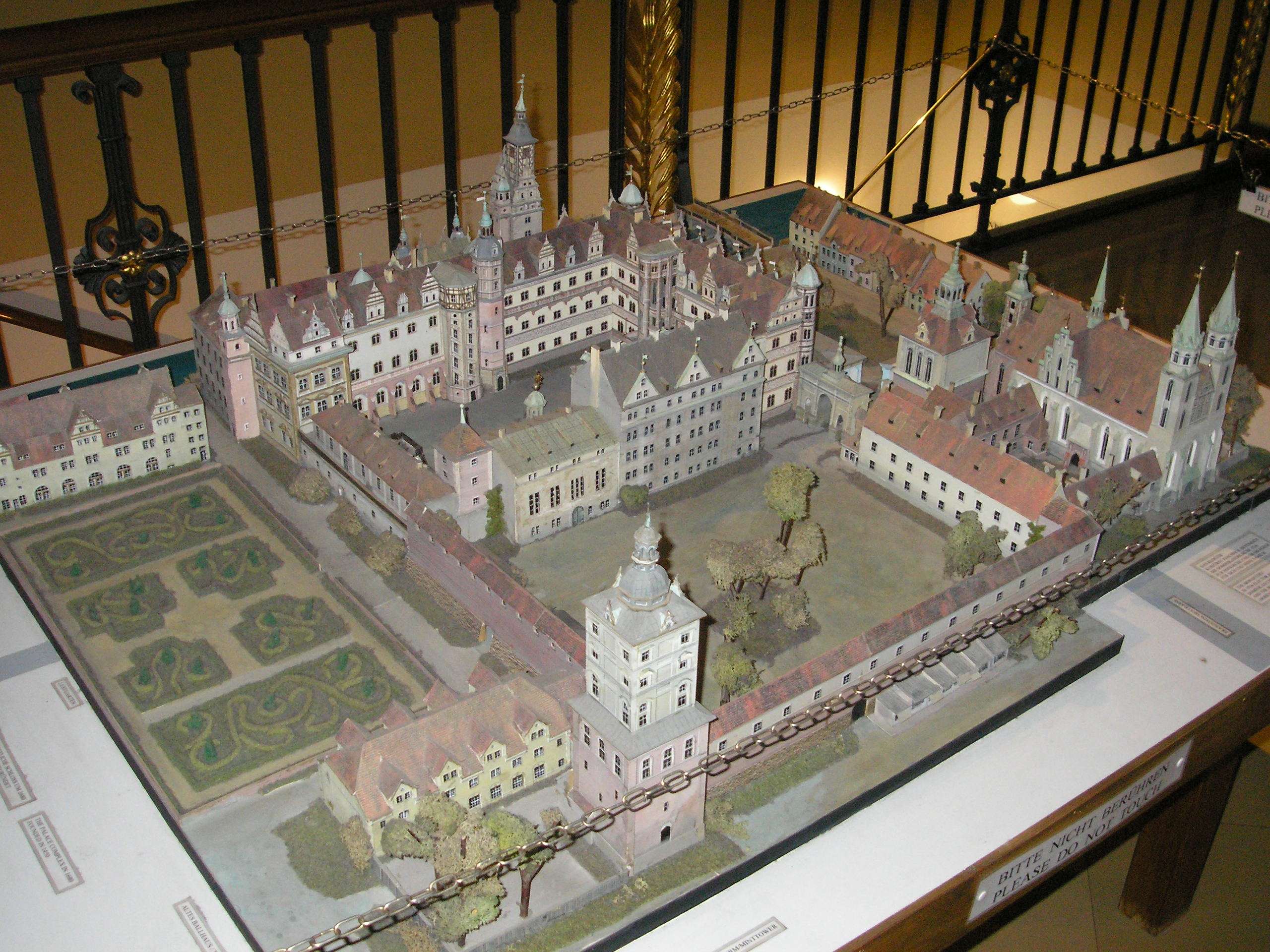
ルネサンス期のベルリン市城の再現模型

ベルリン王宮（ベルリンおうきゅう、Berliner Stadtschloss）は、かつてドイツの首都ベルリンの中心部にあった宮殿。1701年からはプロイセン王国国王の、1871年からはドイツ帝国皇帝の居城であった。
1918年のドイツ革命で君主制が滅びて以来、王宮は博物館として利用されてきたが、1945年の英米軍の空襲で焼失し、その廃墟は1950年にドイツ民主共和国（東ドイツ）政府によって取り壊された。
しかしドイツ再統一以来ベルリン王宮の再建が提案され続け、2013年から再建工事が本格的に始まった。王宮の外観を復元した新しい複合文化施設の名称は「フンボルトフォーラム」（Humboldtforum）と決定され、2020年12月に開館した。

## ドイツ帝国成立までのベルリン王宮の歴史
ドイツ語の「Stadtschloss」は、都市を意味する「Stadt」と城を意味する「schloss」に分解できる。ベルリン王宮はもともとは城あるいは要塞であり、シュプレー川を挟んで東にベルリン、西にケルン（Cölln、後にベルリンに吸収された）という双子の小都市があった時期、橋を守るようにケルン側に建てられていた。城が建っていたケルンの街はフィッシャー島（Fischerinsel、現在の博物館島）と呼ばれる中州の上にあった。

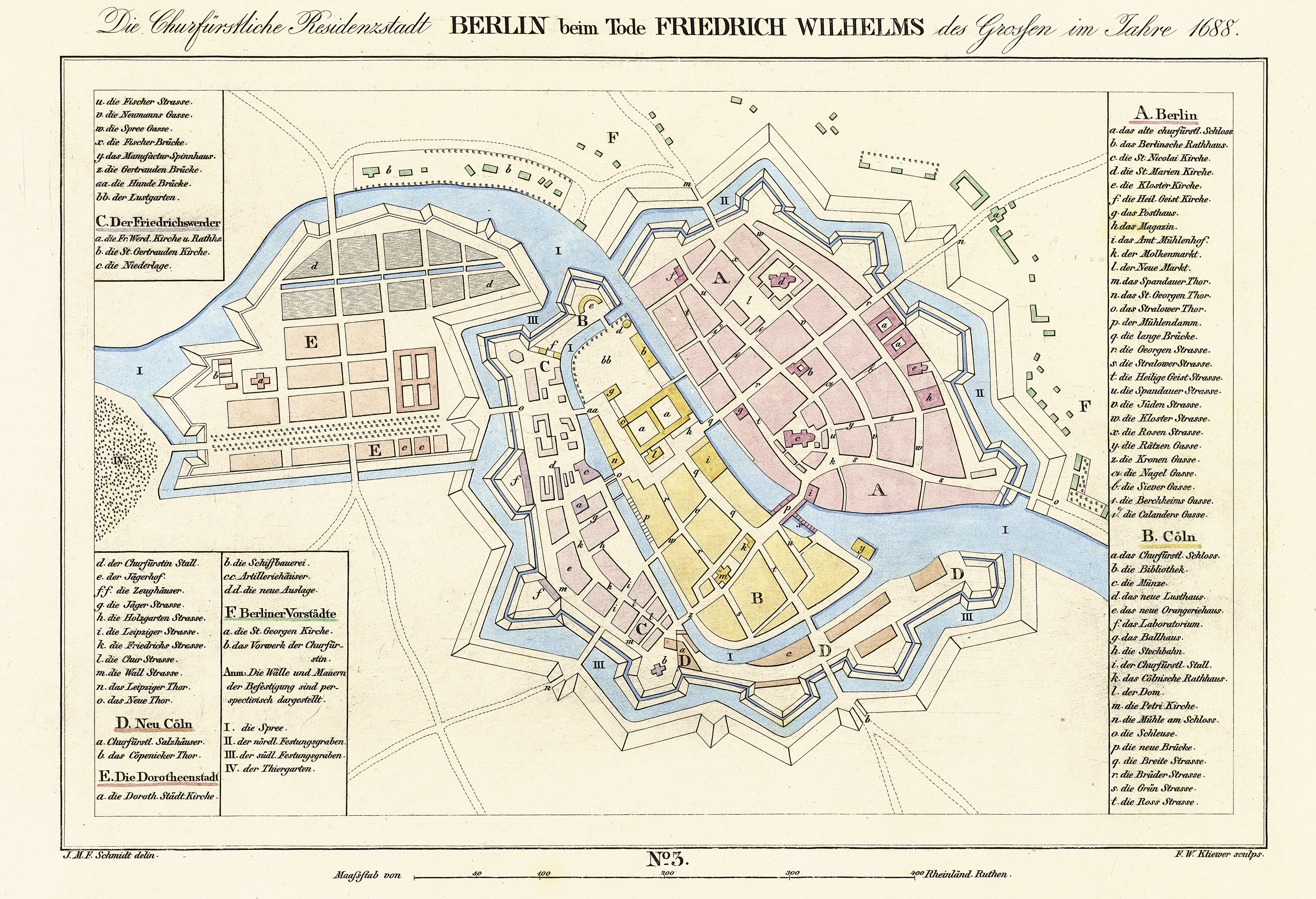
1688年のベルリン（薄赤）およびケルン（薄黄）の地図。中州であるケルンの北半分に王宮がある

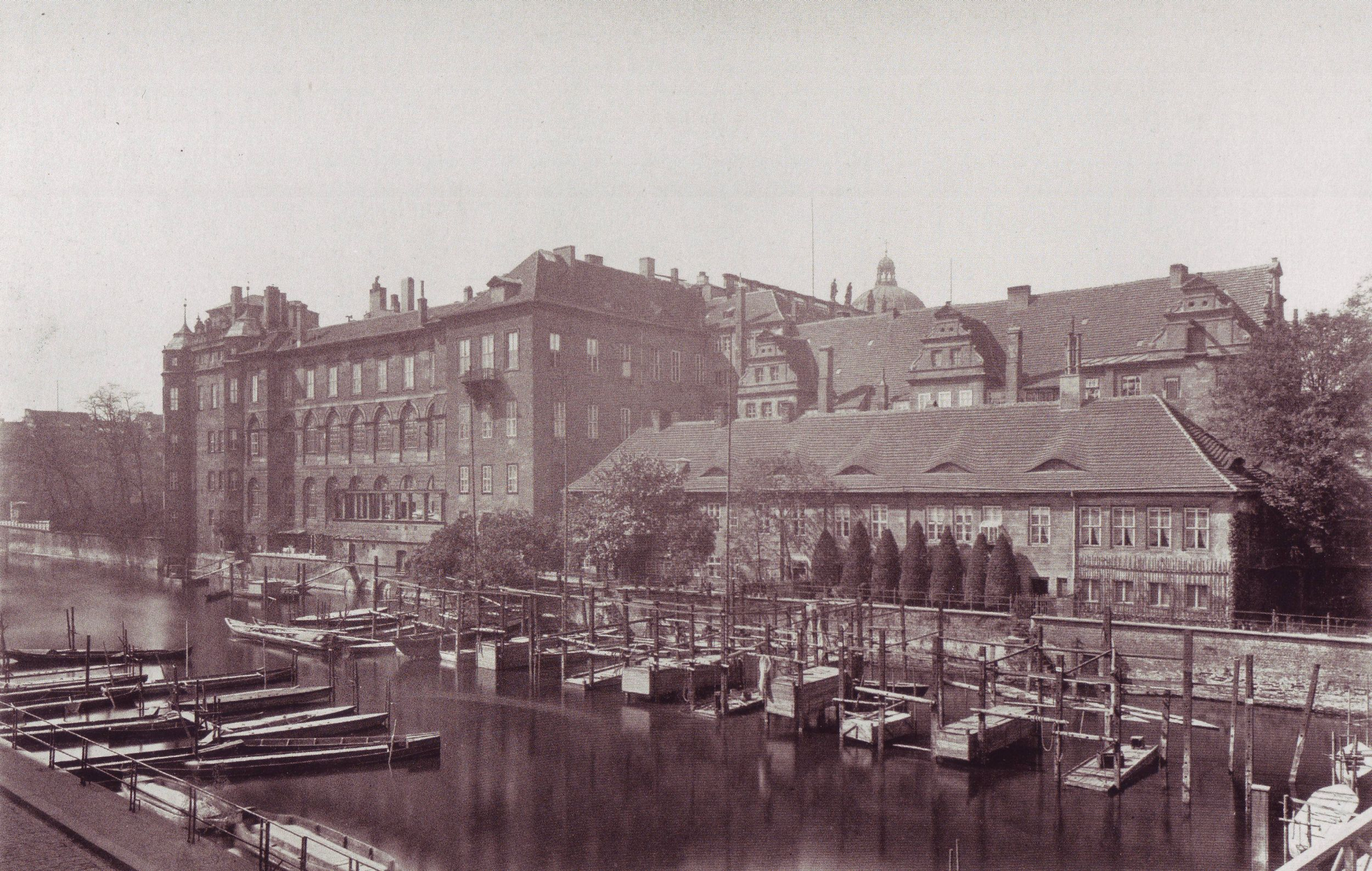
1880年頃のベルリン王宮裏側（東翼）の写真。右（北側）の奥には、ルネサンス風の飾りのある三つの破風がある薬医棟が見える

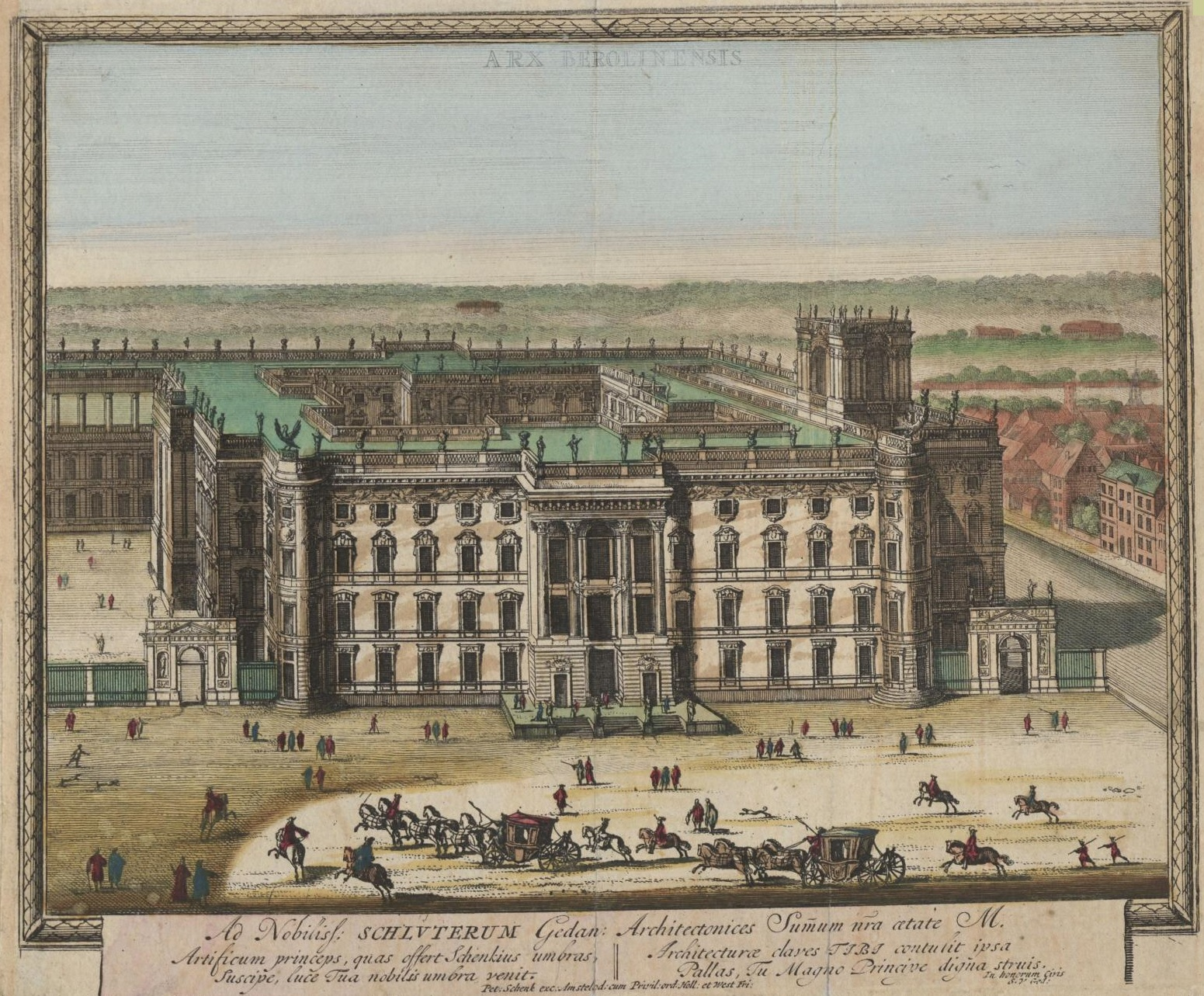
1702年頃のベルリン王宮

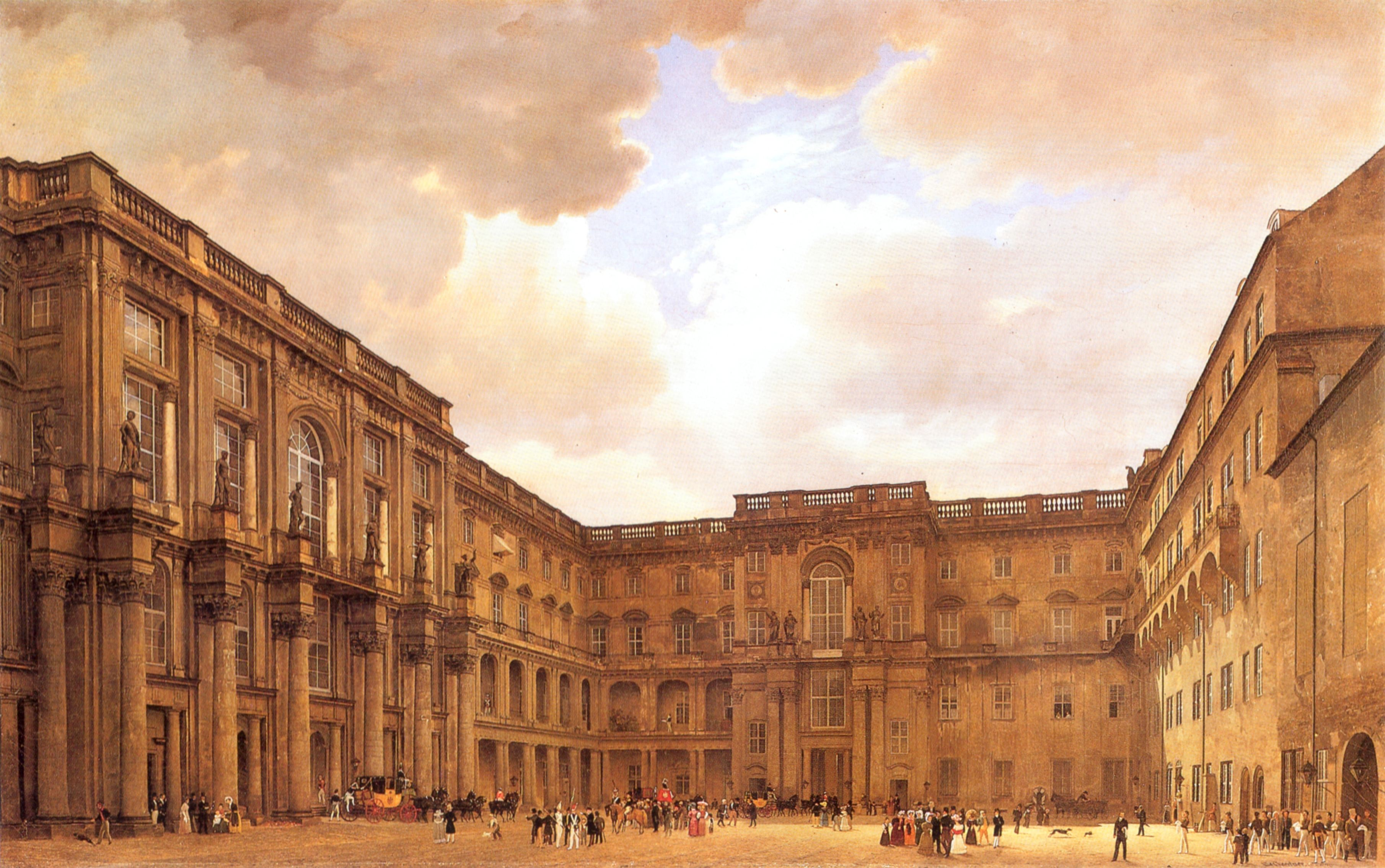
シュリュターホーフ（中庭）、1830年頃

ベルリン王宮ができる前、この周囲の都はブランデンブルクにあり、ベルリン・ケルンには1310年頃に建てられたホーエス・ハウスと呼ばれるゴシック様式のレンガ造り三階建ての城がベルリン側の東の端に建っていた。15世紀に入り、ホーエス・ハウスはブランデンブルク辺境伯の居城となった。
1443年、フリードリヒ2世鉄歯侯は新しいベルリン市城をケルン市街の北側に築いた。これが後のベルリン王宮である。この城および兵営の目的は、中世以来の都市の特権を手放そうとせず中央集権を進める君主に従おうとしないベルリン市民に、選帝侯の権威を見せ付けるためのものであった。1448年頃、選帝侯と対立を深める市民はホーエス・ハウスとベルリン市城建設現場を襲う事件を起こすが、1451年に選帝侯はベルリン市城に入居した。この城はベルリン市街の対岸にあたる中州の東側、シュプレー川に沿って建つ三階建てで長さ88mもの長い建物であり川に礼拝堂が突き出しており、市民からは「ケルン威圧城」と呼ばれ嫌われた。この東翼がベルリン王宮の最初に建てられた棟である。
宗教改革の最中の1538年、ヨアヒム2世ヘクトルは城の周囲の建物を取り壊し、主任建築家のカスパル・タイス（Caspar Theiss）にイタリアルネサンス様式のより大きく立派で華やかな装飾の施された宮殿を造るよう命じた。タイスは既存の建物の南のケルン市街に面するように新たな翼を造りその前に広場を作った。この増築の結果城はL字型に増築され、さらに中州中央にもうひと棟増築され城は「コ」の字型になった。城の前の広場は馬上槍試合などの開催されるベルリン・ケルンの中心地となった。16世紀末のヨハン・ゲオルクはイタリア人建築家リナール伯ロクス（Rochus Graf zu Lynar、イタリア語:Rocco Guerrino di Linari、ロッコ・グェリーノ・ディ・リナーリ）にさらに西翼と北翼を作らせ二つの中庭のある「日」の字型の配置とした。東翼の北のシュプレー川沿いには「薬医棟」（ホーフアポテーケ、Hofapotheke）と呼ばれる錬金術の実験棟を作らせた。
三十年戦争（1618年 - 1648年）の後、フリードリヒ・ヴィルヘルム大選帝侯はオランダ人建築家ヨハン・ネリンク（Johann Nering）を雇い宮殿をより壮麗に改築した。彼の治世の終わりごろ、王宮の北側の菜園・薬草園はオランダ風の幾何学的庭園・ルストガルテンとなり、王宮内には大きな舞踏会室やブラウンシュヴァイク・ギャラリーなどが完成した。
1699年、フリードリヒ3世（1701年にプロイセン王に即位し「フリードリヒ1世」となる）はベルリン市城をバロック式王宮に改造する野望を持ち、プロテスタント・バロックを代表する建築家でもとは彫刻家であったアンドレアス・シュリューター（Andreas Schlüter）を王宮建築監督官とする契約をし宮殿をバロック様式に改築させた。彼のもと、既存の建物は秩序正しく要所要所の門に4本のコリント式大円柱を配したバロック的古典主義の外観を備えるようになり、宮殿内の広間や階段室もバロック式の装飾に彩られた。しかし1706年、王宮北西端の給水塔を「鋳造所塔」（ミュンツトゥルム、Münzturm）に改造する工事が軟弱な地盤のために失敗し、この責任を取ってシュリューターは解任された。より豪華で大きな宮殿の建築案を提出したライバル建築家ヨハン・フリードリヒ・エオザンダー・フォン・ゲーテ（Johann Friedrich Eosander von Göthe）が後を継ぐ。シュリューターの名は彼の手がけた円柱や立像が立ち並ぶバロック様式の中庭シュリューターホーフに、エオザンダーの名は八角形のドームを頂いたバロック様式の西門・エオザンダー門にそれぞれ残った。凱旋門式の入口と大きくうねるブロークン・ペディメントを載せたエオザンダー門の三階部分にはエオザンダー・カペレという八角形の大きな礼拝堂があり王族の挙式などが開かれ、隣の「白の間」（Weißen Saal）はプロイセンの歴史の舞台となった。
1713年にプロイセン王となったフリードリヒ・ヴィルヘルム1世は、「兵隊王」のあだ名どおり軍事力の増強に力を注ぎ、ルストガルテンを練兵場に変えてしまい、王宮建設を進めていた職人や芸術家達を解雇した。このためエオザンダーの建築案も結局部分的にしか実現しなかったものの、18世紀半ばには宮殿の外観はほぼ後年の通りの姿になった。

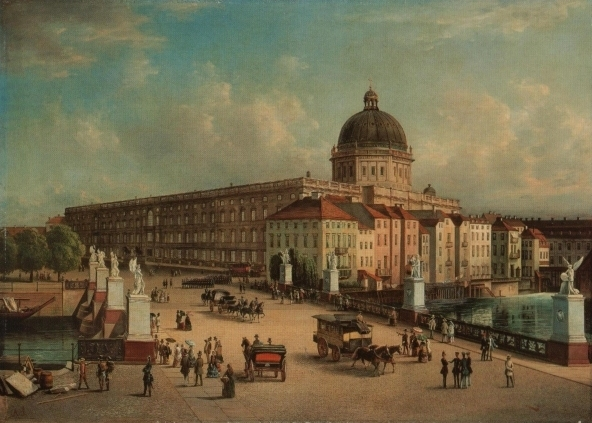
19世紀の絵画に描かれたベルリン王宮。正面には家が立ち並び、全景を見ることはできない

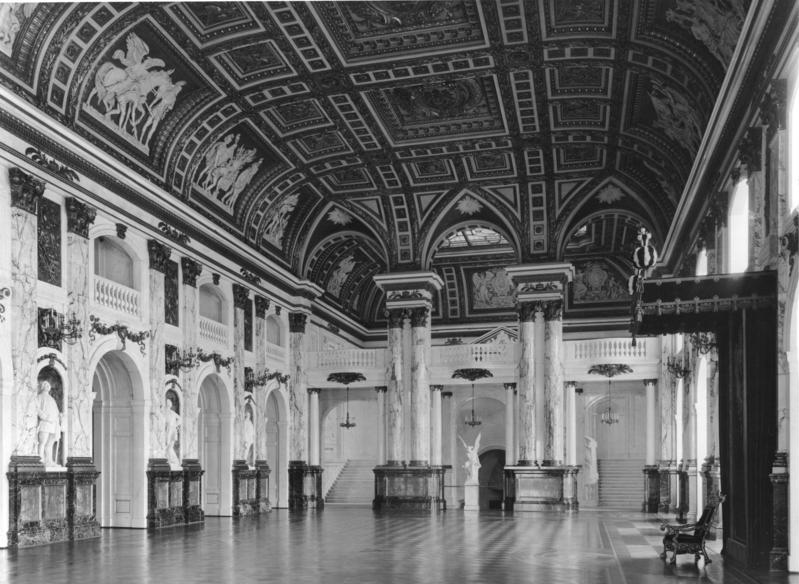
「白の間」（Weißen Saal）

最後の増築となったのは1845年から1853年にかけて、フリードリヒ・ヴィルヘルム4世の時期にエオザンダー・カペレの上に建てられた大ドームで、カール・フリードリッヒ・シンケルの設計に基づき、その弟子フリードリッヒ・アウグスト・シュテューラーが手がけたものであった。これにより礼拝堂は巨大ドームの下の大空間となった。これ以後、宮殿の外観に大きな変化はなかった。しかし内部は、ゲオルグ・ヴェンツェスラウス・フォン・クノーベルスドルフらによって大きく手が加えられている。
ベルリン王宮はプロイセンにおける1848年革命の主舞台となった。自由主義者や市民らは、フリードリヒ・ヴィルヘルム4世に宛てた憲法制定・自由主義改革・ドイツ統一を求める嘆願書を手に王宮の前に結集し、フリードリヒ・ヴィルヘルム4世は王宮前に集まった大群衆に要求を受け容れる約束をした。3月18日には王宮前での大きなデモが流血の暴動となり、市街戦に発展した。フリードリヒ・ヴィルヘルム4世はプロイセン欽定憲法を制定したものの、自由主義改革は行わず専制を続けた。こうしてベルリン王宮はベルリン市民からプロイセンの専制のシンボルとみなされるようになる。

## ドイツ帝国から第二次大戦後までの歴史

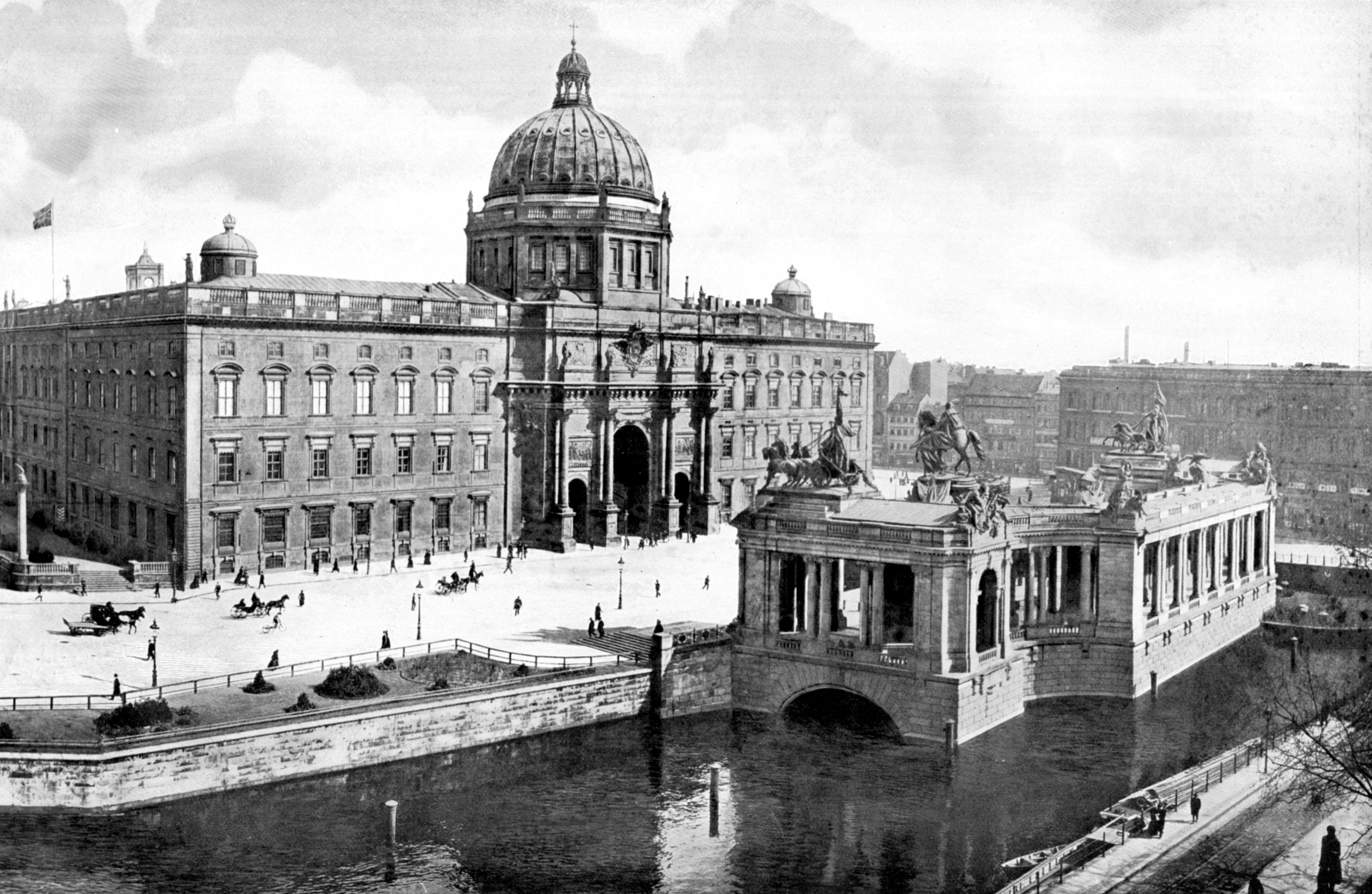
ベルリン王宮の西面、1900年頃。エオザンダー門に向ってカイザー・ヴィルヘルム記念碑が建つ

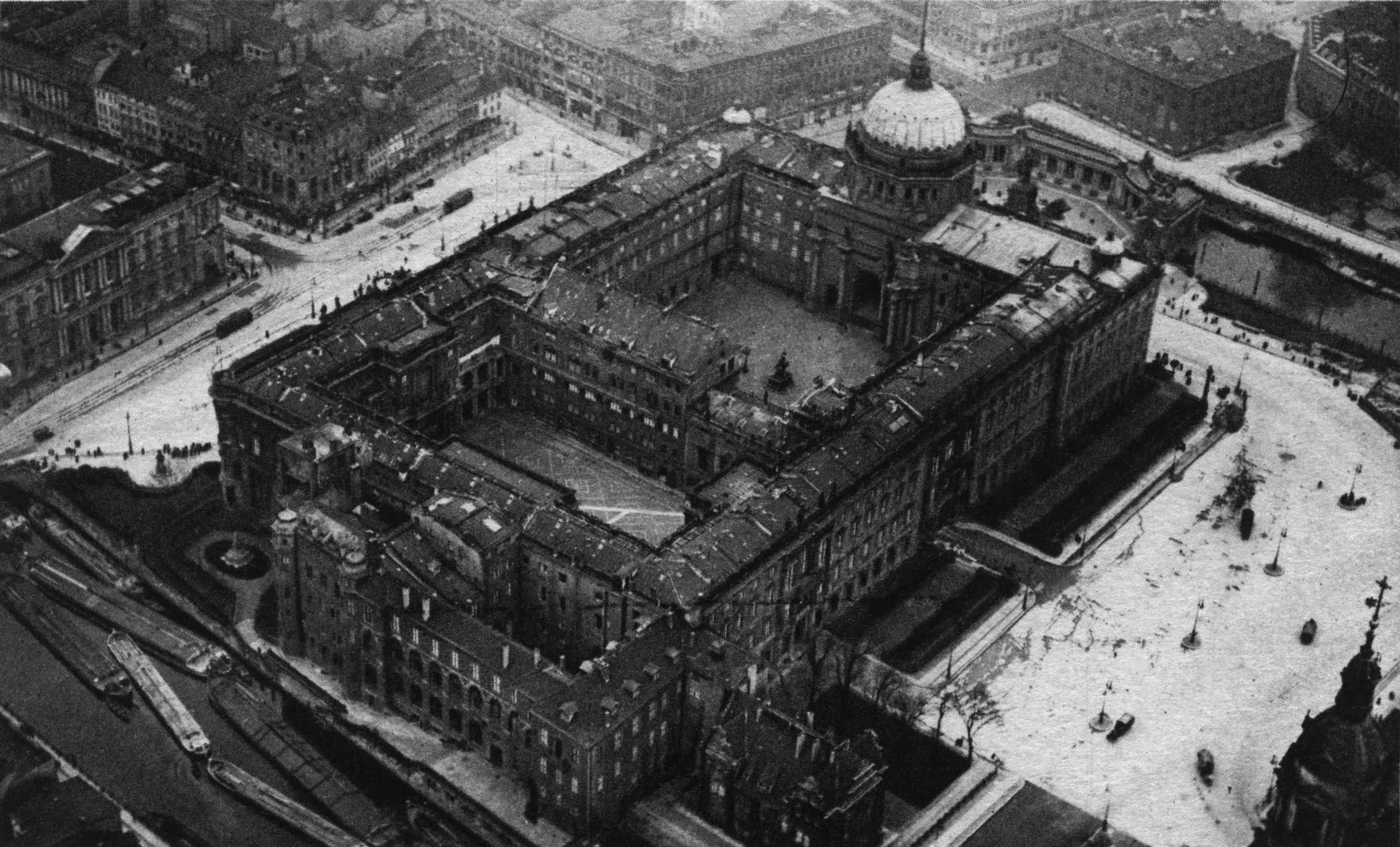
空から見たベルリン王宮、1900年頃

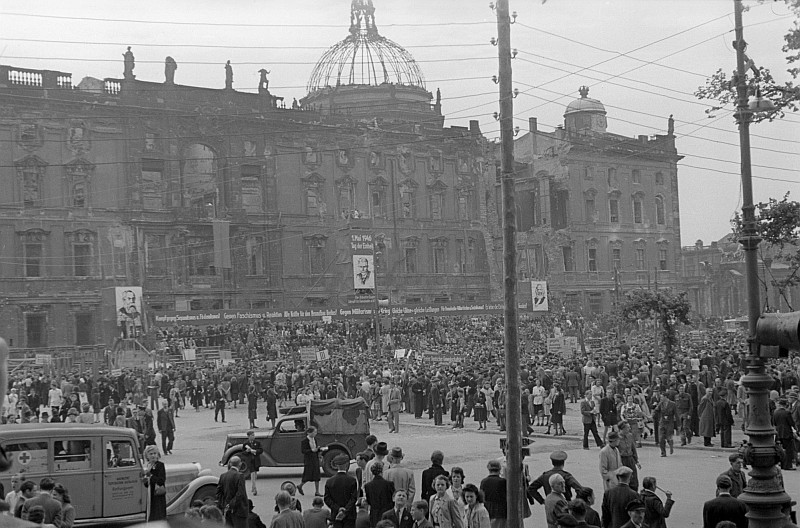
1946年の東ベルリン。王宮は廃墟と化したが外観は残っていた

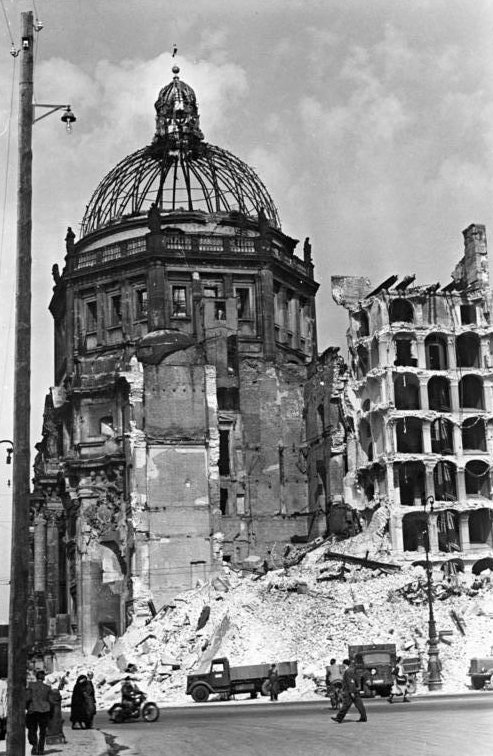
王宮の取り壊し工事。1950年9月

1871年、ヴィルヘルム1世はヴェルサイユ宮殿の鏡の間で統一ドイツの初代皇帝に即位し、ベルリン王宮はドイツ帝国の中心となった。帝国は立憲君主制であり、1894年に議会や内閣の拠点となる国会議事堂が完成すると王宮の政治的な力はかすむようになった。
第一次世界大戦の末期、1918年11月に入るとドイツ革命が勃発し各都市で蜂起や政変が起こり、11月9日にはベルリンでも大規模デモが起こった。政府の機能が麻痺する中、同日にはフィリップ・シャイデマンがフリードリヒ・エーベルトらとともに国会議事堂のバルコニーから共和国樹立宣言を行った。その2時間後、スパルタクス団の指導者であったカール・リープクネヒトは王宮の第四門のバルコニーから「ドイツ社会主義共和国」樹立の宣言を行った。この日、ヴィルヘルム2世はオランダへ亡命し、11月末にはドイツ皇帝およびプロイセン国王からの退位に同意し、ドイツの帝政・王政は終わりを告げ、ベルリン王宮の君主の居所としての役割も終わった。革命後間もなく王宮は「人民海兵団」（de）によって占拠されたが、12月23日に彼らが略奪を始めたため政府によって攻撃された（人民海兵団事件）。
ヴァイマル共和政の時期、王宮の一部は博物館となり、他の部分は国家の式典などの行事に使われた。なおもホーエンツォレルン家の復位を望む君主制支持者が活動していたが、彼らの望みは君主制に反対するナチスが政権を握ったことで潰えることとなる。ナチス時代、王宮も旧王族も無視された存在であった。第二次世界大戦末期、王宮は二度連合軍の爆撃を受けた。1945年2月3日の空襲では小規模な被害が出たが、2月24日の空襲ではベルリンを守る対空砲火網や迎撃部隊はすでに崩壊状態であり、王宮は焼夷弾の命中で屋根と内部が炎上した。
終戦時にはベルリン王宮は焼け落ちて廃墟と化していたが、外壁や門などの構造物や「薬医棟」、「白の間」など一部の部屋は砲撃や銃撃で損傷しているものの崩れずに建っており、王宮の一部は1945年から1950年までの間、屋根を掛けられて仮設展示場として使用された。同じように廃墟となりながらも外壁は残ったベルリンの歴史的建築物の多く（例えば博物館島やウンター・デン・リンデンの諸建築、あるいはベルリン王宮より重大な損害を被ったシャルロッテンブルク宮殿など）は戦後の再建工事で元通りの姿を取り戻しており、ベルリン王宮も資金をかけて再建工事を行えば復元することは可能な状態だった。しかし王宮のある地区はソ連軍占領下の東ベルリンとなっており、1949年に発足したドイツ民主共和国（東ドイツ）政府は王宮をプロイセン軍国主義の象徴とみて保存しないことを決めた。1950年の9月7日から12月30日にかけて王宮の残骸は取り壊され、都心にできた大きな跡地はパレードのための広場となった。唯一、カール・リープクネヒトが社会主義政府樹立を呼びかけたバルコニーのある部分の外壁だけが壊されずに残された。
1964年、東ドイツ政府は国家評議会ビルを王宮跡地の南隣に新築し、カール・リープクネヒトのバルコニーをそのファサードに取り付けた。王宮跡地のうち東半分には、エーリッヒ・ホーネッカー時代の1973年から1976年にかけてブロンズミラーガラス張りの大きな近代建築である共和国宮殿（Palast der Republik）が建てられ、人民議会（Volkskammer）や美術館、レストラン、ボウリング場などに利用された。
1990年10月のドイツ再統一の直前、共和国宮殿はアスベストが多数使用されているとして閉鎖された。再統一後、ベルリン市政府は2003年までアスベスト除去作業を行ったが、この地にあった王宮をめぐって、共和国宮殿を取り壊して王宮を再建する意見と東ドイツ時代の遺産である共和国宮殿の取り壊しに反対する意見とが対立した。2003年11月、連邦政府は共和国宮殿取り壊しの決定を行い、2006年2月から解体に着手した。2008年半ばに解体が終わった後は、将来の計画が本決まりになるまで跡地利用を凍結し、当面駐車場として利用することとされた。

## 再建計画

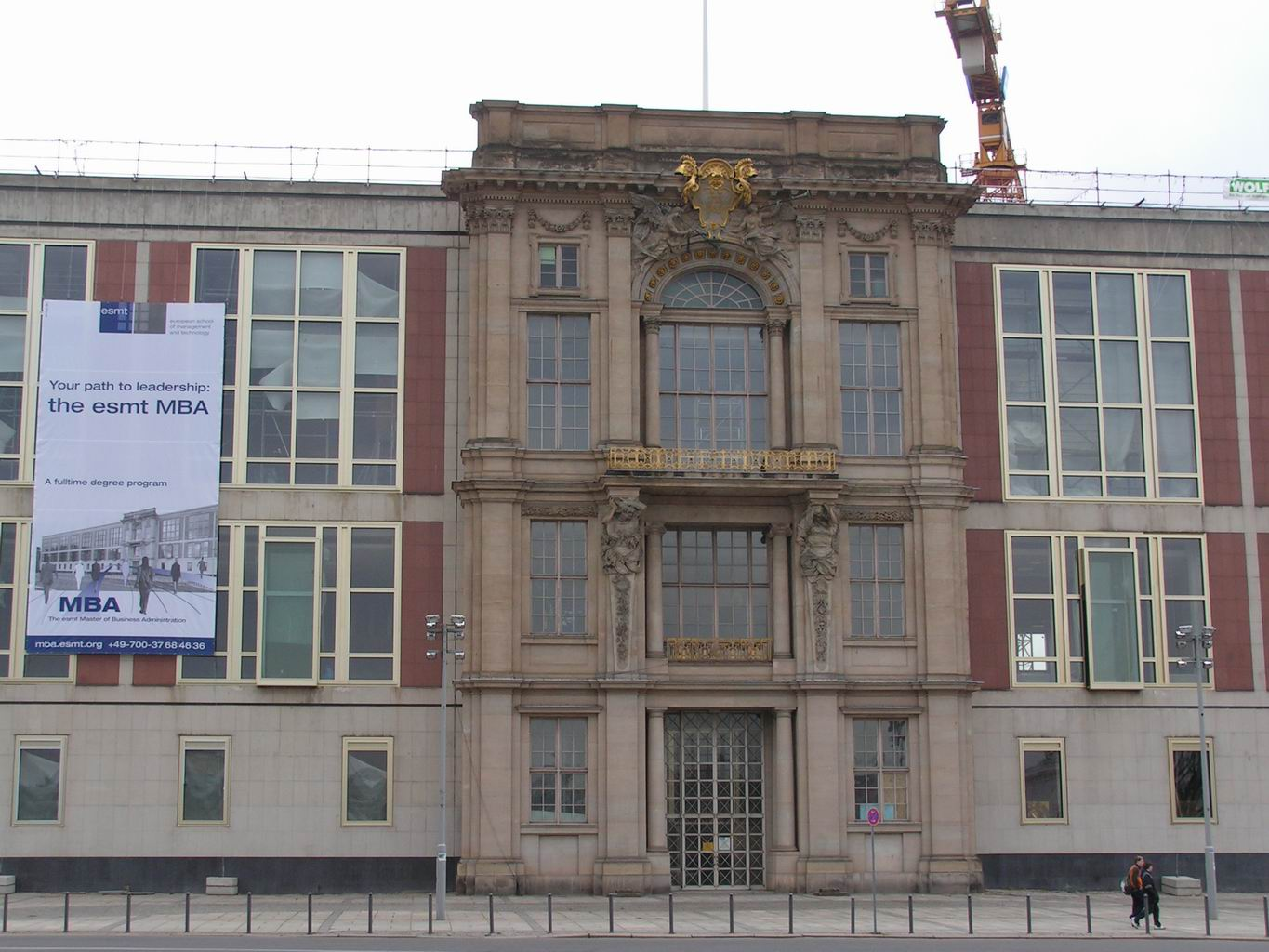
カール・リープクネヒトが立った第四門とバルコニーは残され、近くの国家評議会ビルに移設された。現在は欧州経営技術大学院（ESMT）が入っている

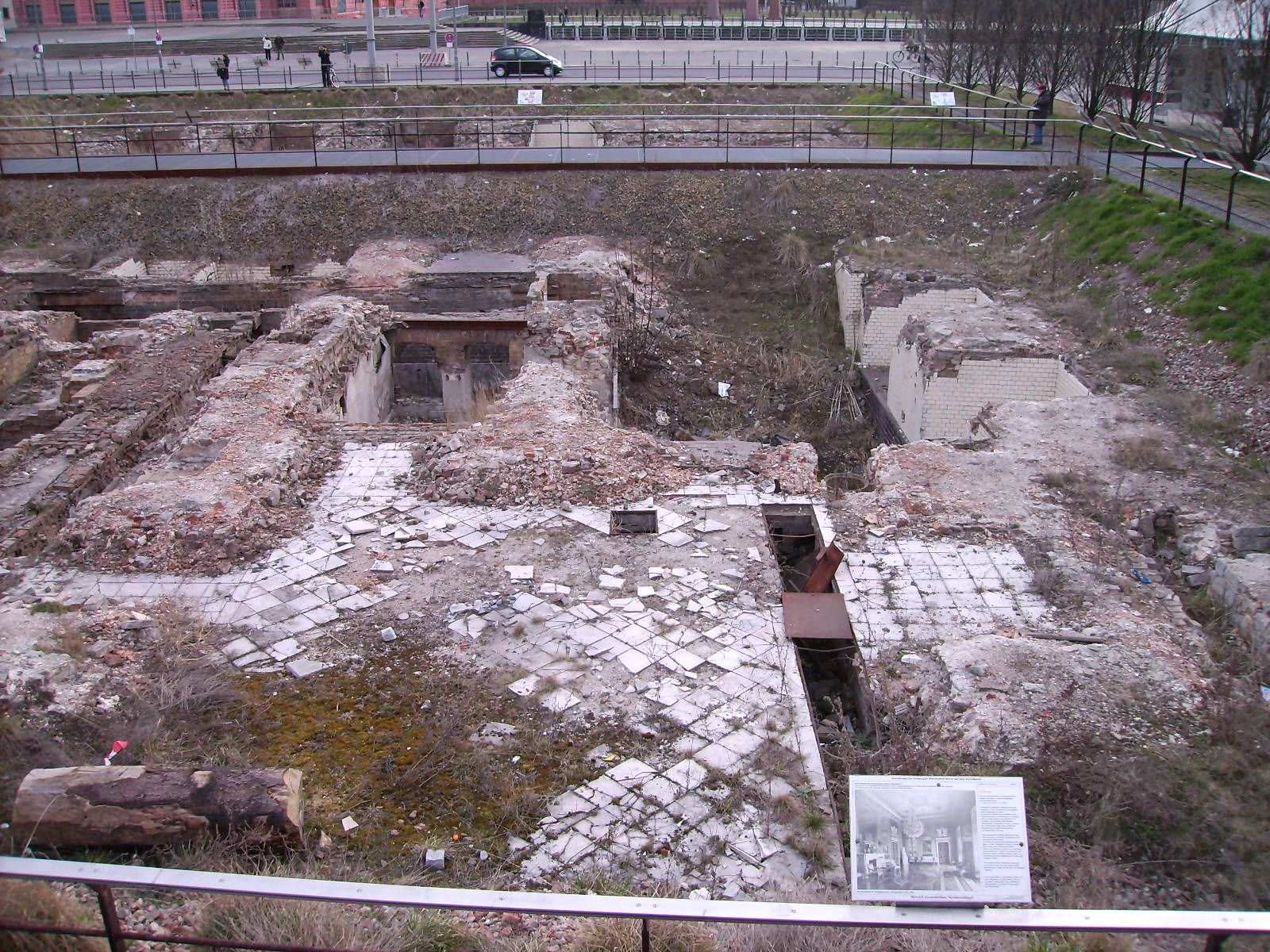
王宮跡地の発掘現場

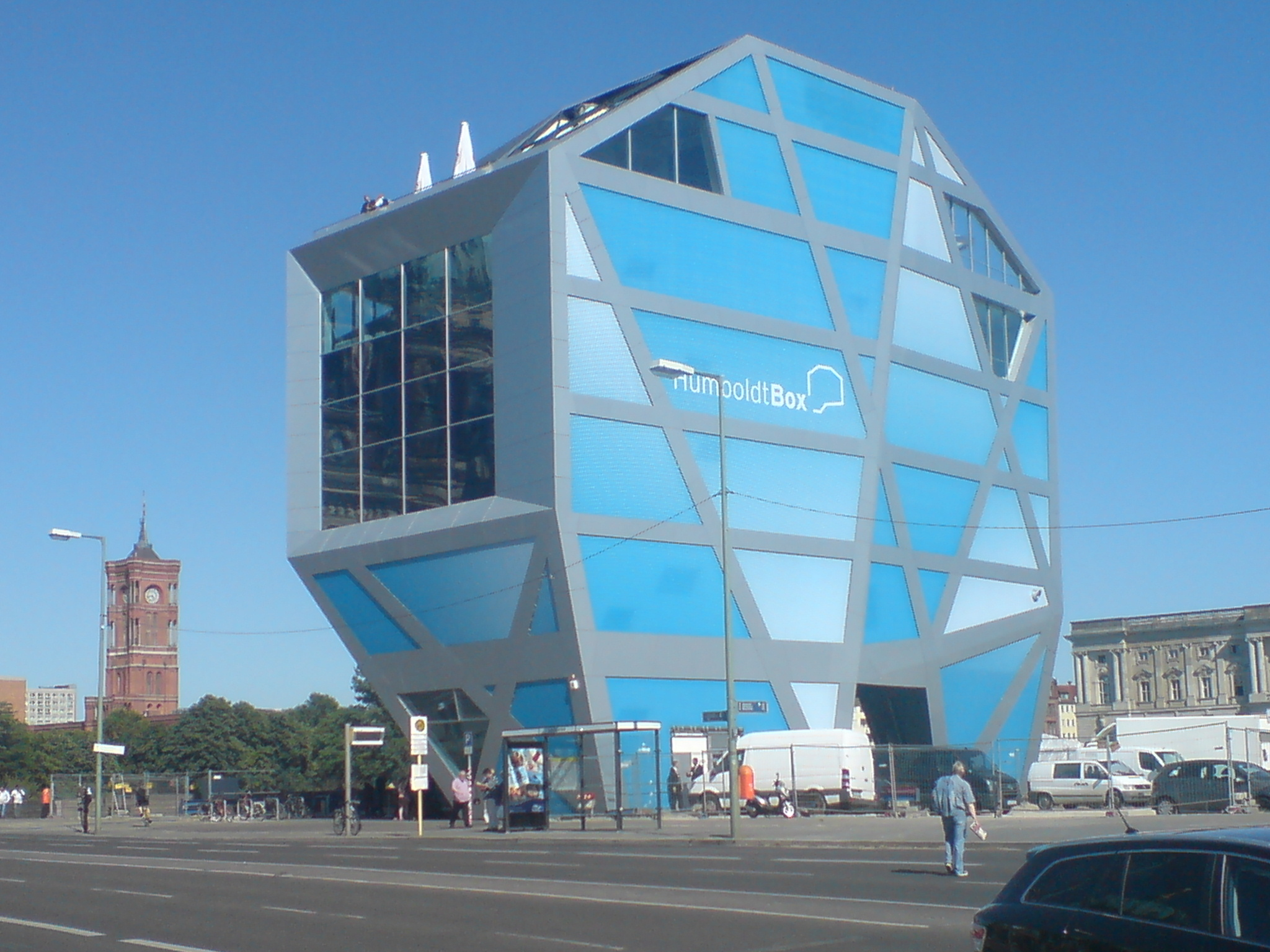
2011年から2018年暮れまでシュロスプラッツ南側でオープンしていた仮設建築「フンボルトボックス」。開業後のベルリン王宮・フンボルトフォーラムについての情報を提供し、発掘・再建現場を見渡すことができた

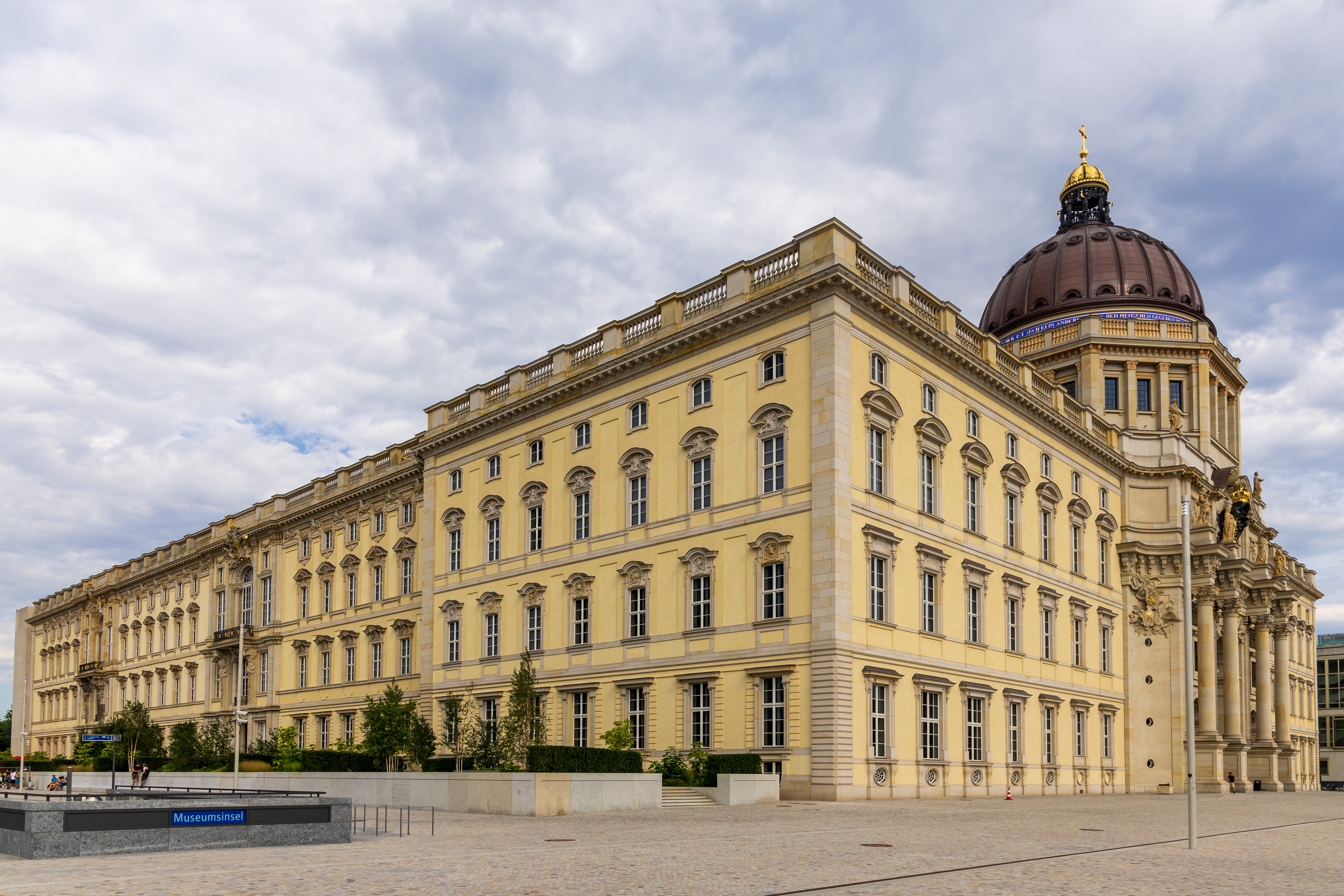
ベルリン王宮の外観が再現された文化施設、フンボルトフォーラム（2023年）

1991年以来、少なからぬドイツ国民がベルリン王宮の再建を支持した。内部まで含めた完全な再現を望む声もあれば、外観のみ復元して内部は現代建築とするという提案もあった。ベルリン王宮協会（Gesellschaft Berliner Schloss）やベルリン王宮再建促進協会（Förderverein Berliner Schloss）などといったロビー団体が設立され、2001年には統合してベルリン王宮イニシアティブ（Stadtschloss Berlin Initiative）が発足した。これらの団体は王宮の再建案や再利用のあり方について詳細な計画を発表しており、王宮再建はベルリン中心部のルストガルテン・ベルリン大聖堂・博物館島からなる歴史地区にさらなる統一感と史跡の集積、歴史の厚みを取り戻すことができると主張している。
一方で再建に反対する国民もいる。共和国宮殿もドイツ史を語る重要な遺産であるとして解体に反対する意見があったほか、共和国宮殿解体後は跡地に大公園を作るべきとする意見もある。また再建される王宮はもはや歴史遺産ではなく過去の建築様式の模造品に過ぎないとする意見、王宮は帝政ドイツの植民地主義という過去を思い起こさせるとする意見、時代錯誤であり経済的に見て何の意味もないとする意見もある。またたとえ再建されたとしても、王宮の内装については、細部にいたる過去の記録が存在せずその再現に必要な職人の技術も絶えているため正確な再現は困難という議論もある。
これらの反対意見の存在や、ドイツ連邦政府自体の財政難のため、巨額の費用がかかる再建案に政府が言及することは次第に少なくなっていた。2002年から2003年にかけて、超党派の議員が王宮の部分再建を支持する決議を連邦議会で採択した。部分再建後の新しい建物の名前としては、ベルリンで活躍したアレクサンダー・フォン・フンボルトとヴィルヘルム・フォン・フンボルト兄弟の精神を引き継ぐ教育と知識と文化の場になるべきとして、「フンボルトフォーラム」が提案された。しかし、最終的な政府の決定はなされなかった。
政府は引き続き王宮跡地の再利用（王宮再建もしくは新しい建造物の建築）について検討を重ね、2007年、連邦議会は王宮再建・フンボルトフォーラム建設のための最終的な決議を採択した。これによれば王宮のうち三方のファサード（外観）が再現されるが残る一方は建築家の自由にまかされ、内部は現代建築となる予定である。2008年12月には建築設計競技の結果、アルド・ロッシの教え子であったイタリアの建築家フランコ・ステラ（Franco Stella）の案が採択された。内部をどう利用するかは明確ではなく、様々な案が取りざたされたが、ベルリン美術館のうち、ダーレム地区にある非ヨーロッパ諸国の美術を紹介する「民族学博物館」と「アジア美術館」の移設が決定し、ここにフンボルト大学による研究所、ベルリン市立博物館財団によるベルリンの歴史の展示室、かつての共和国宮殿のようなレストランやイベントホール、映画館などが加わることになった。2009年にはこれらの事業を行うために、政府と密接に連携したNPOであるベルリン王宮・フンボルトフォーラム財団（Stiftung Berliner Schloss – Humboldtforum）が組織された。
2013年6月12日、ヨアヒム・ガウク大統領の出席のもと「ベルリン王宮・フンボルトフォーラム」の定礎式が行われ5億9,000万ユーロをかけた再建工事が本格化した。2015年、定礎式と同日の6月12日に上棟式（Richtfest）を迎え、翌13、14日に一般に公開されて多くの市民が訪れた。完成は2019年を予定していたが、技術面など諸般の事情で延期となり2020年10月を完成予定としていた。新型コロナウイルス感染症のパンデミックによりさらに延期され、2020年12月16日にオンラインで開館式を開催した。

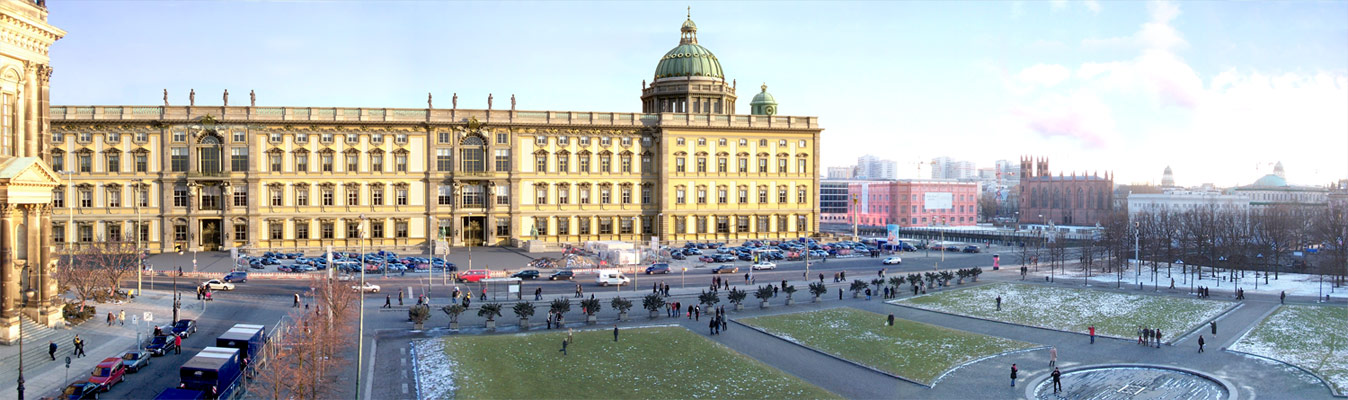
ベルリン王宮再建予想図（ルストガルテンからみた予想図）

### フンボルトフォーラム建設工事

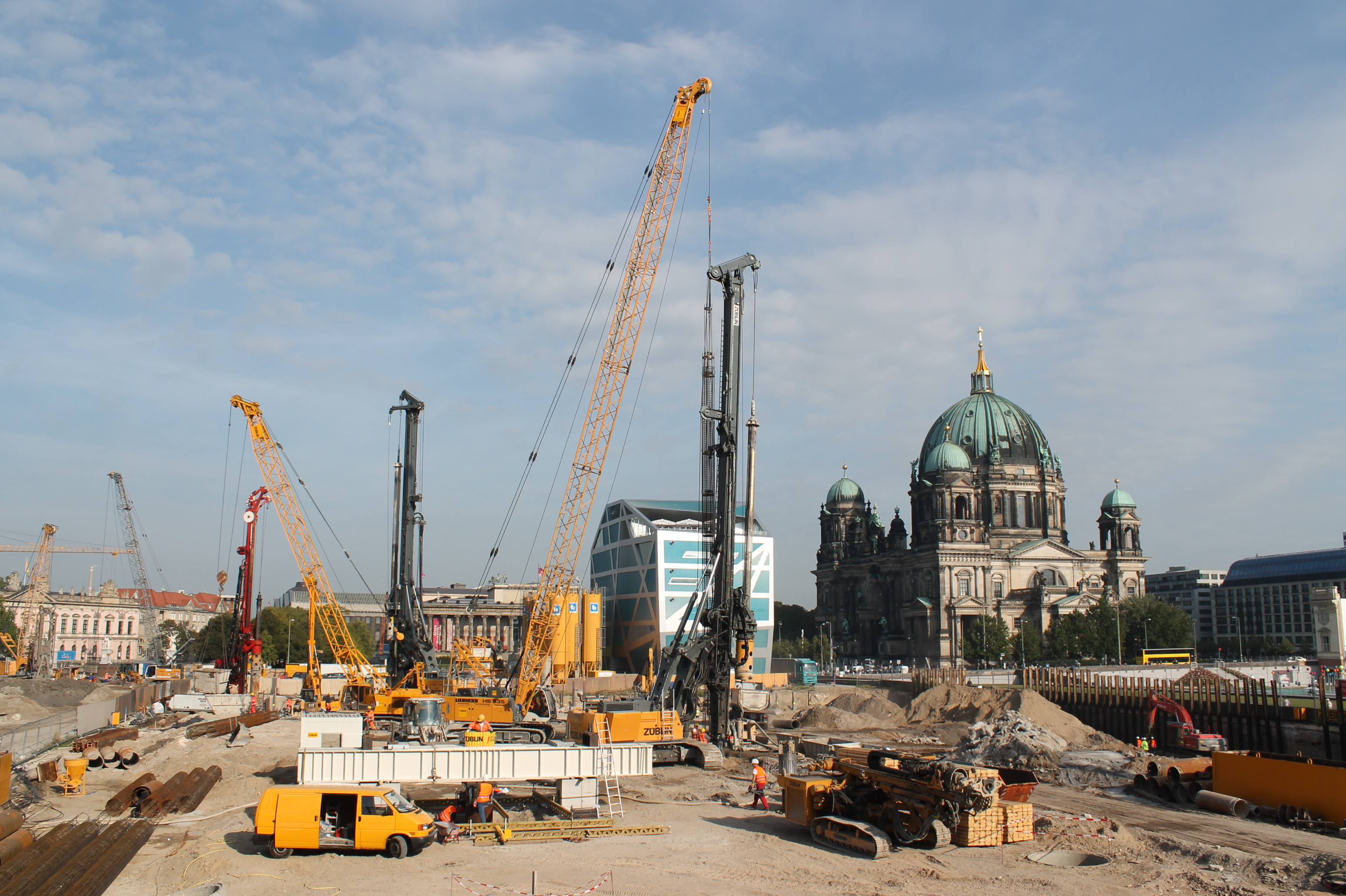
基礎工事（2012年9月）
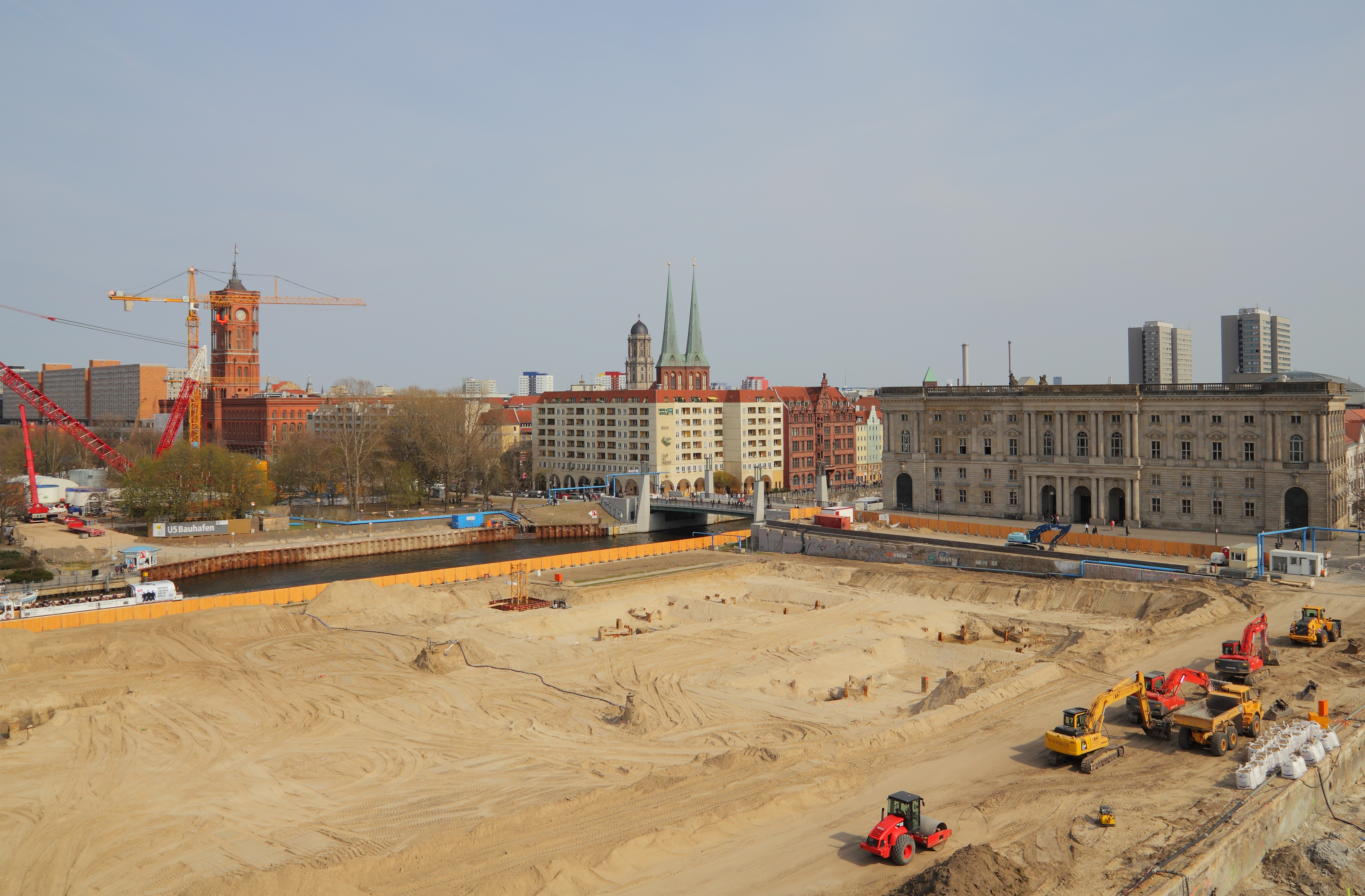
フンボルトボックスから見下ろした敷地（2013年4月）
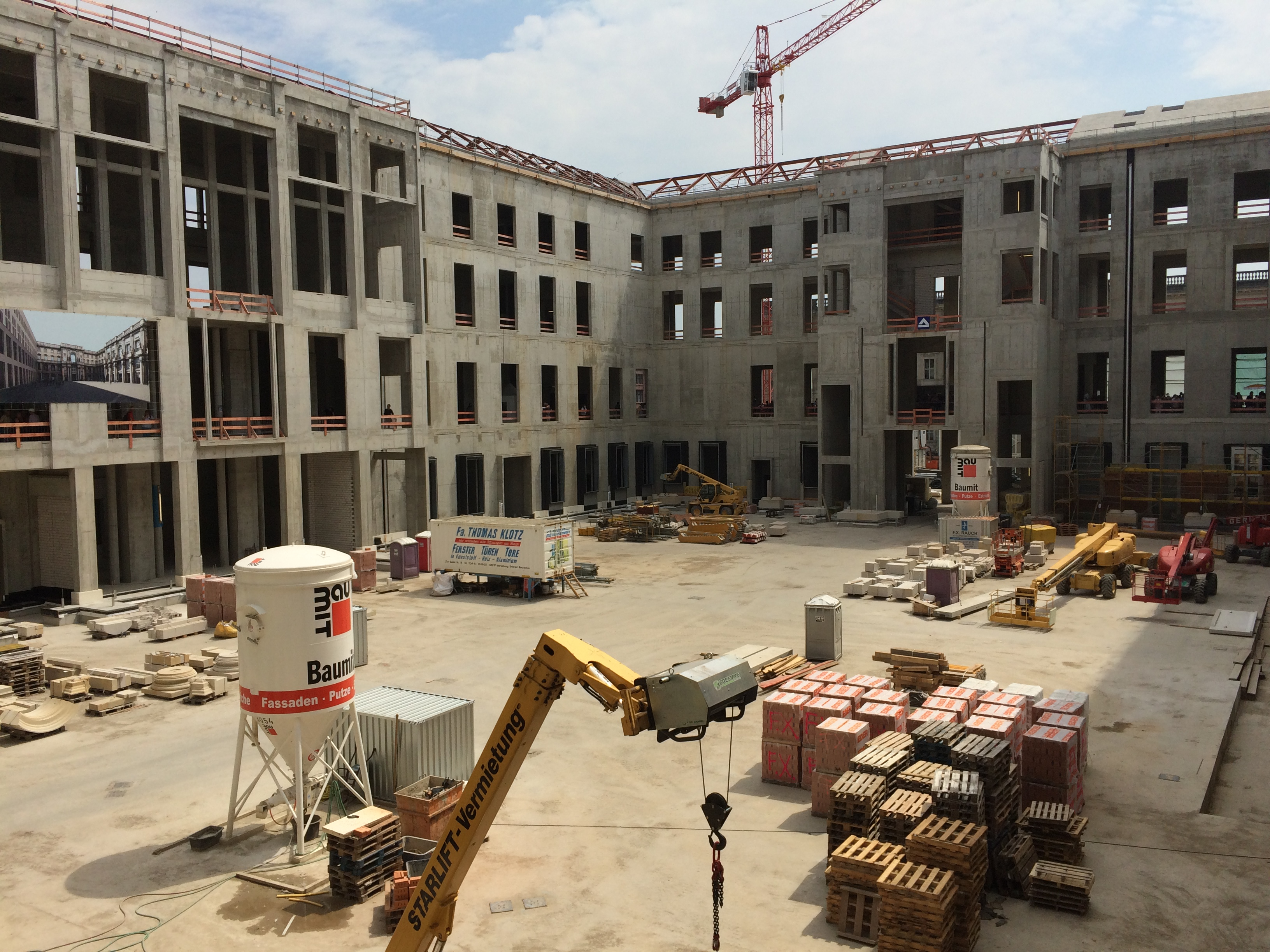
中庭（シュリューターホーフ）の進捗（2015年6月）
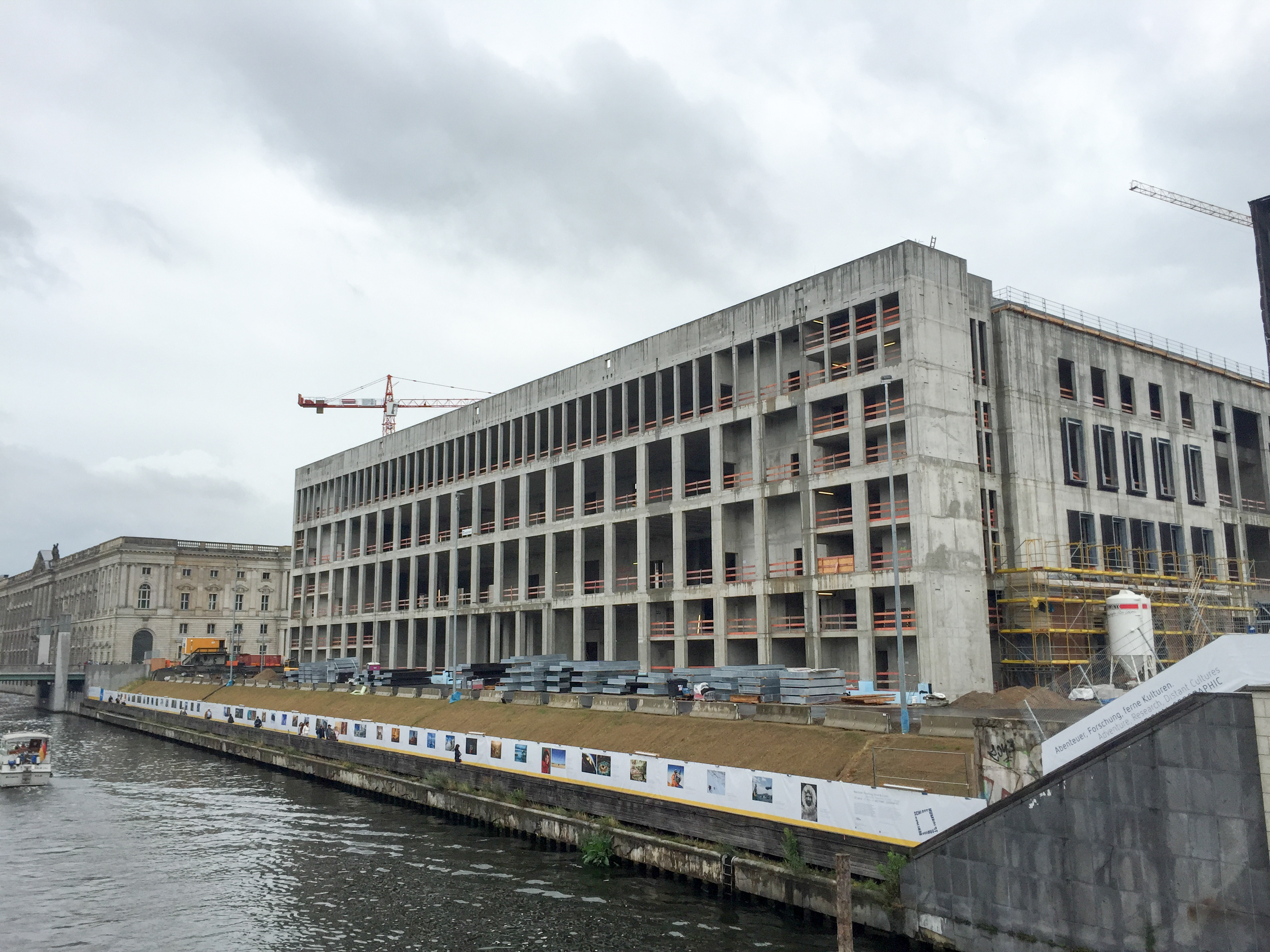
東のシュプレー川から見たフンボルトフォーラム（2015年7月）
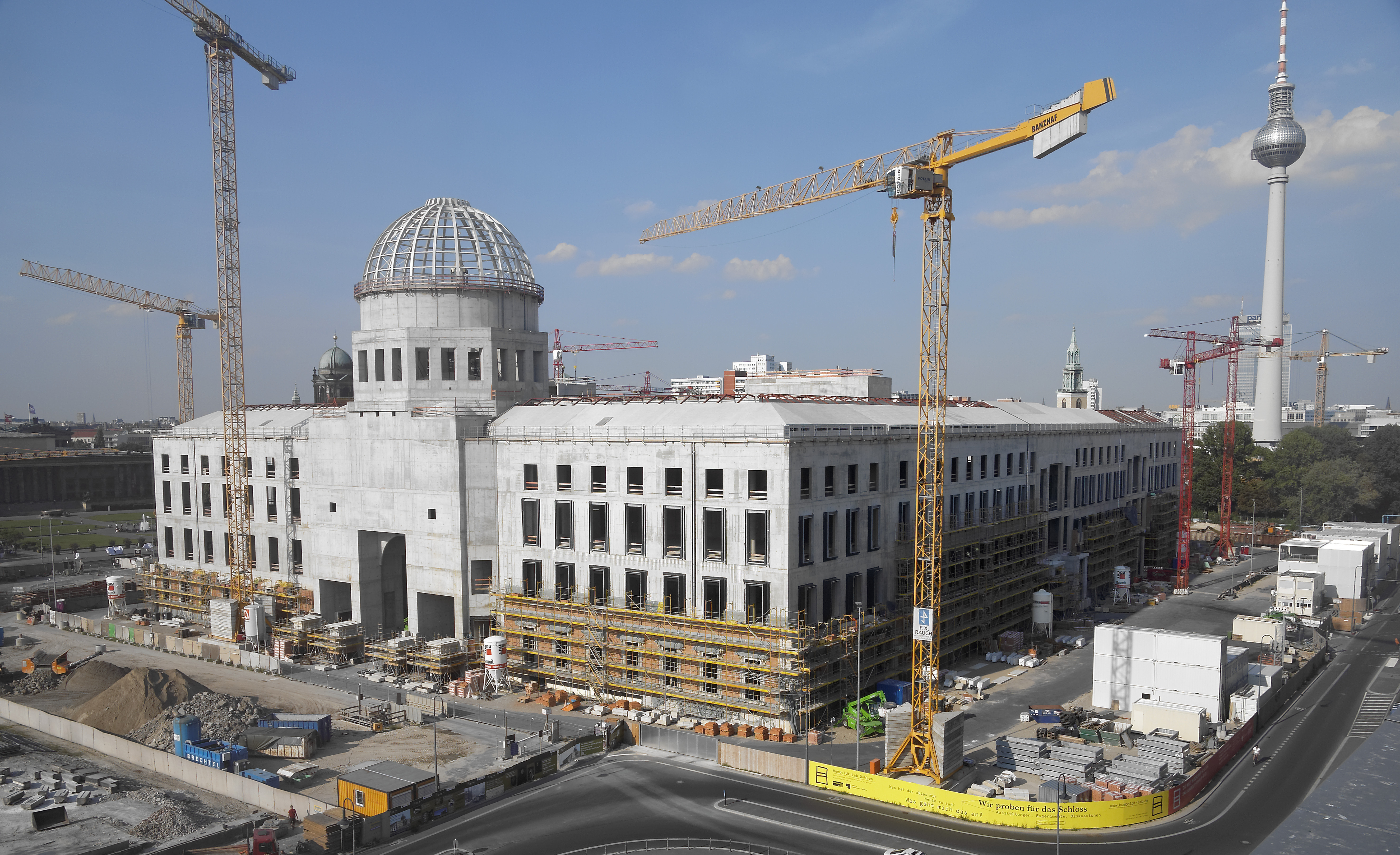
西から見たエオザンダー門側のフンボルトフォーラム（2015年8月）
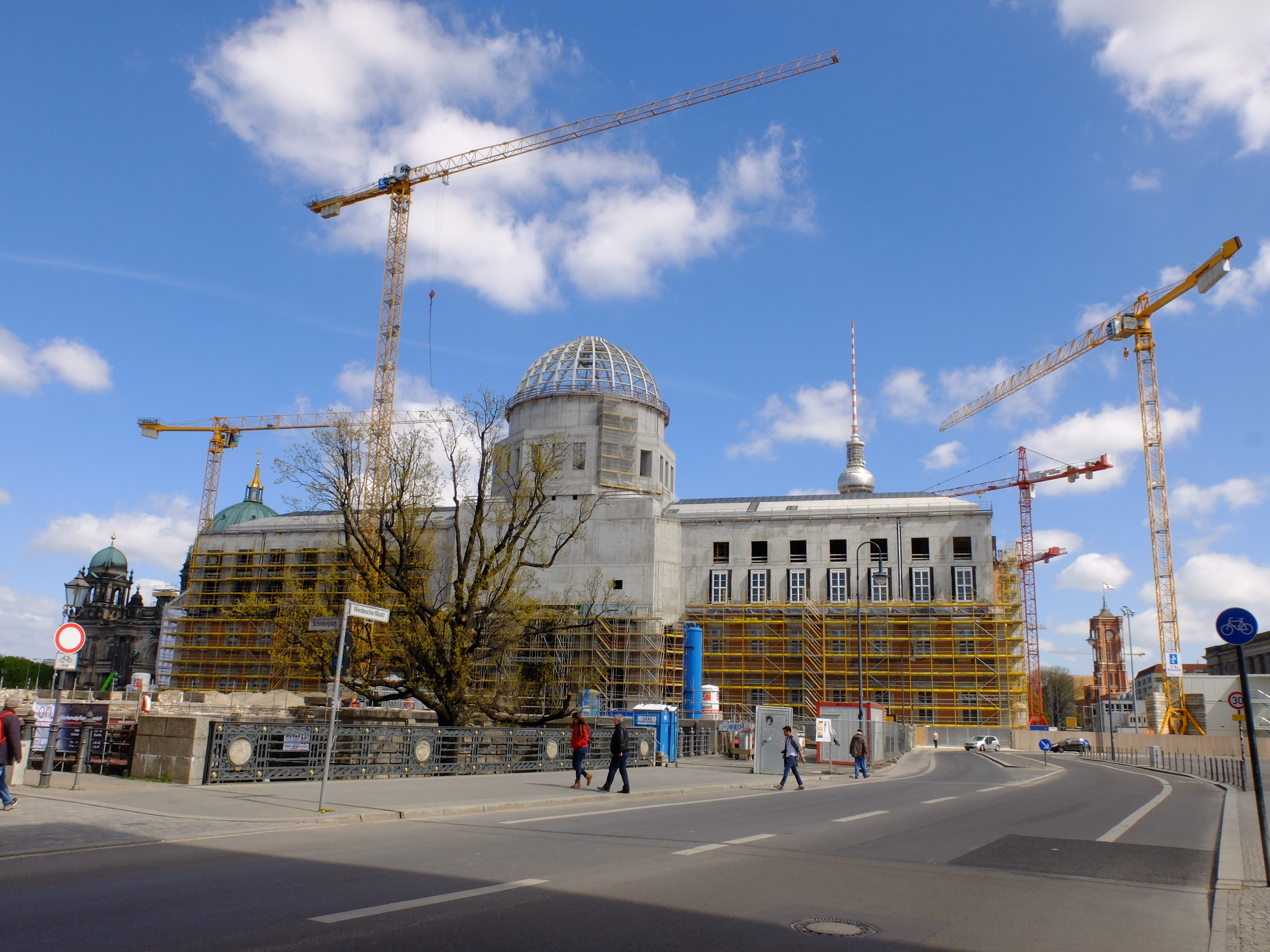
西から見たエオザンダー門側のフンボルトフォーラム（2016年4月）
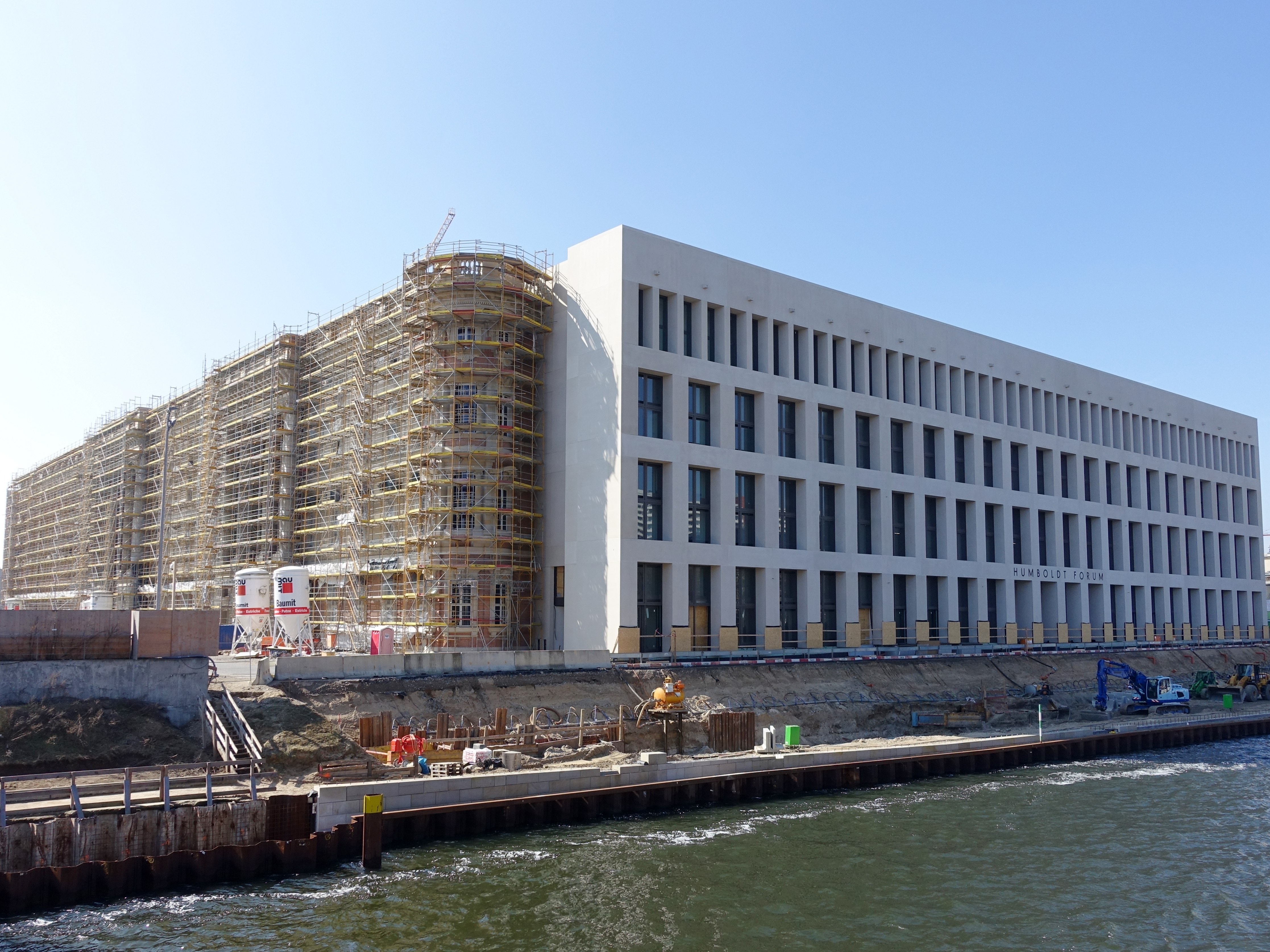
東南側の工事の状況（2018年3月）。左（南側）は王宮の外観復元が行われる部分、右（東側）は現代建築となる部分
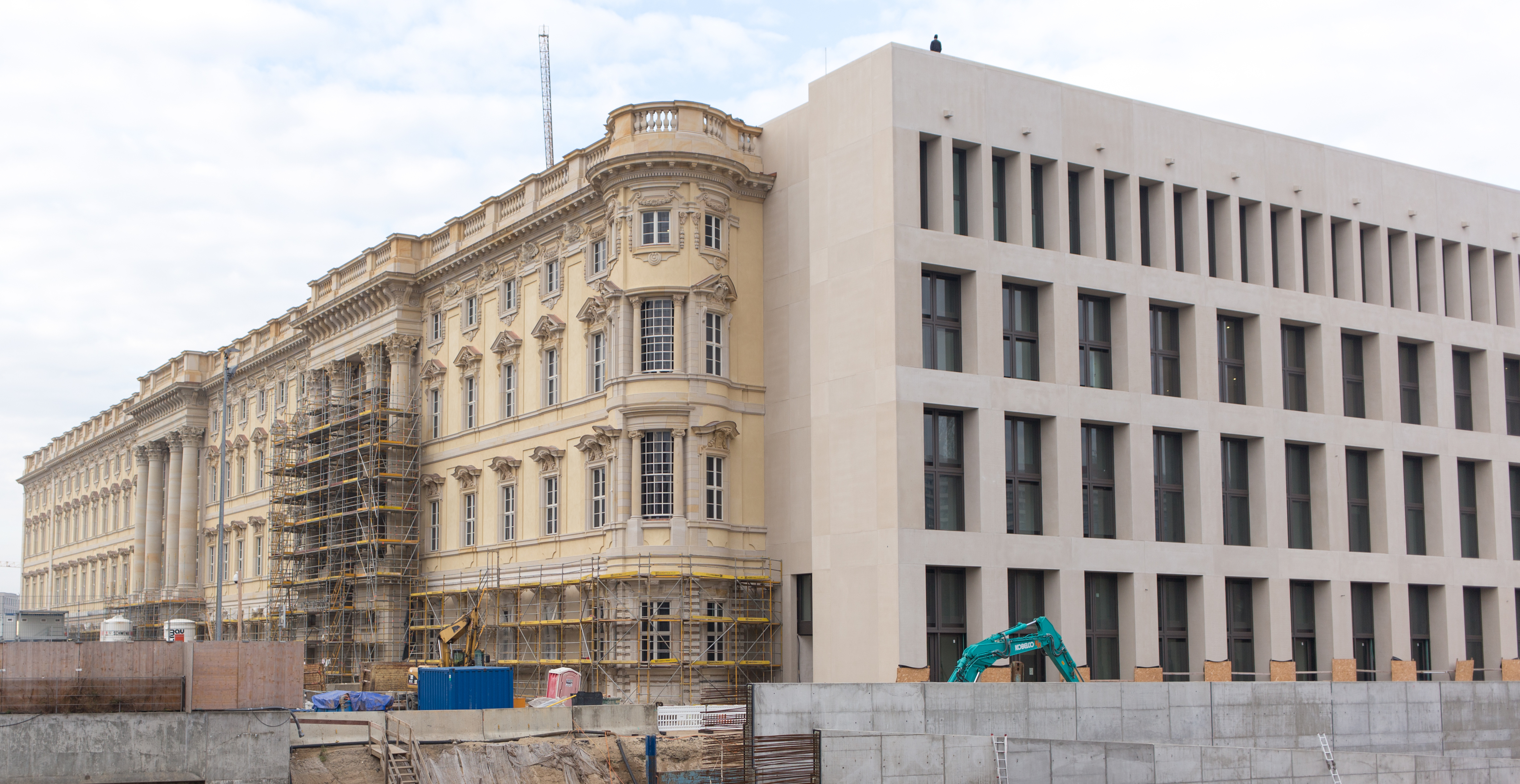
2018年11月のウィキペディアンによるフンボルトフォーラム見学会の際に撮影された東南側の工事の状況。左は王宮の外観復元が行われる部分、右は現代建築となる部分
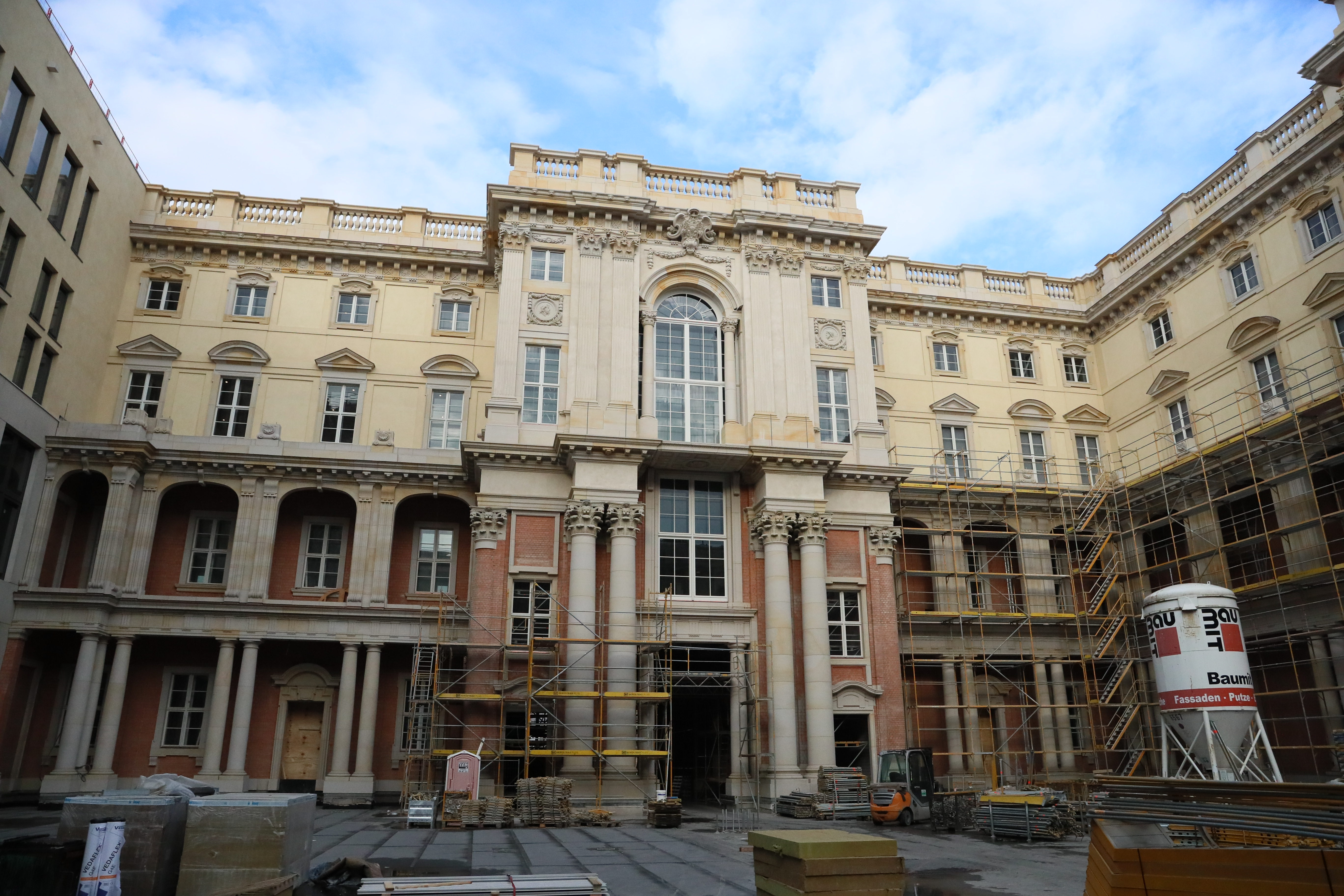
2018年11月のフンボルトフォーラム見学会の際に撮影された中庭の工事の状況
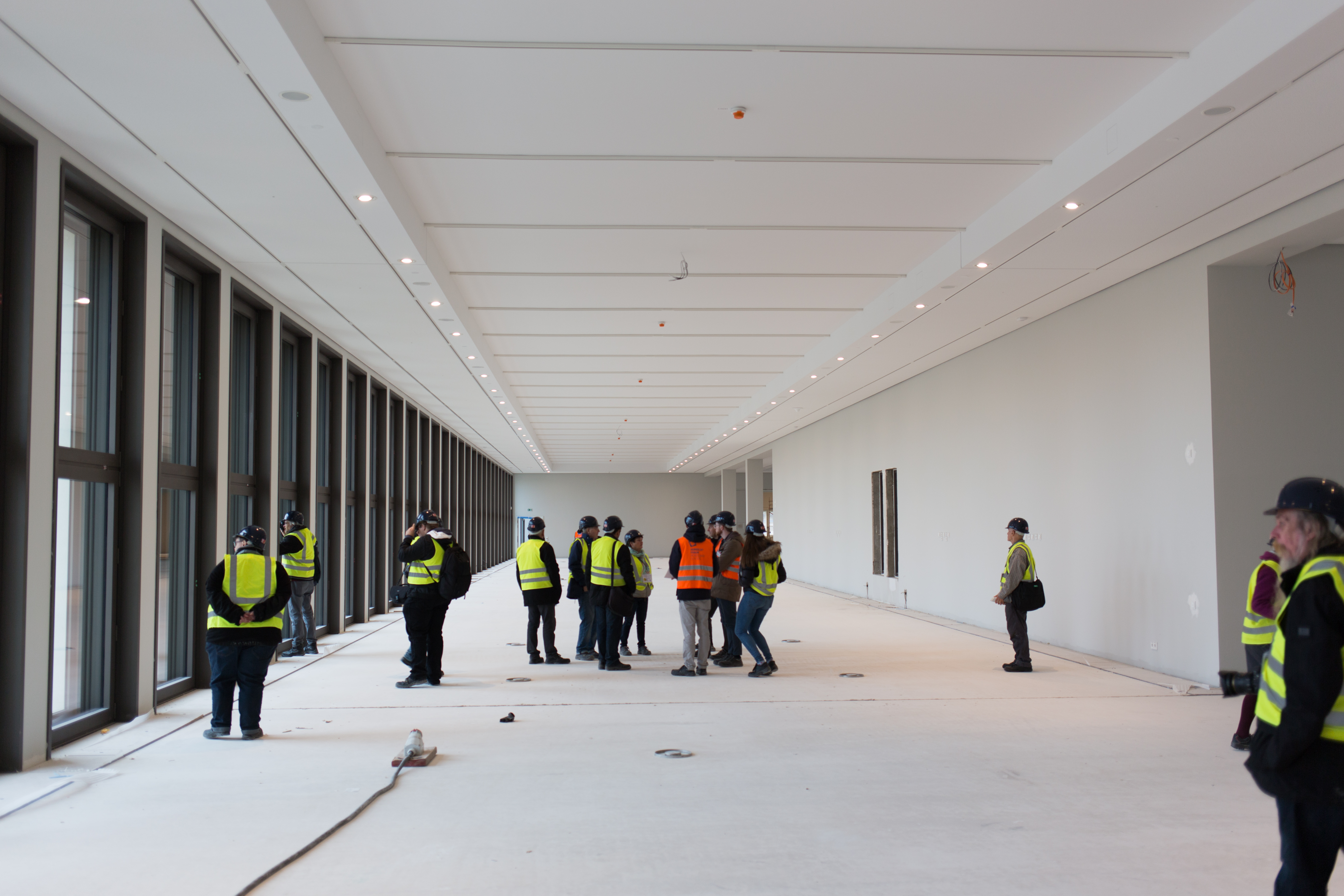
2018年11月のフンボルトフォーラム見学会の際に撮影された館内の部屋
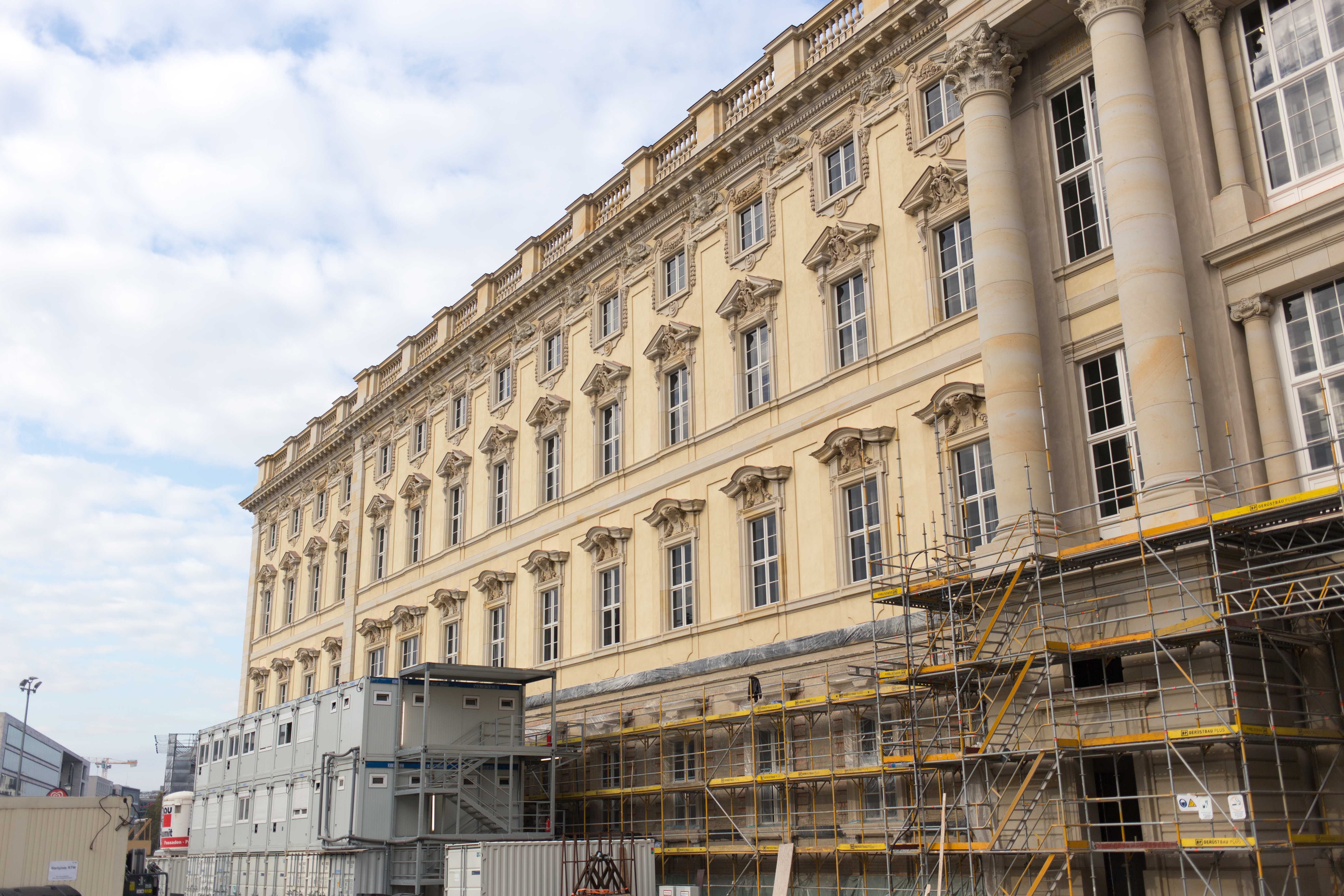
2018年11月のフンボルトフォーラム見学会の際に撮影された外壁工事の進捗状況
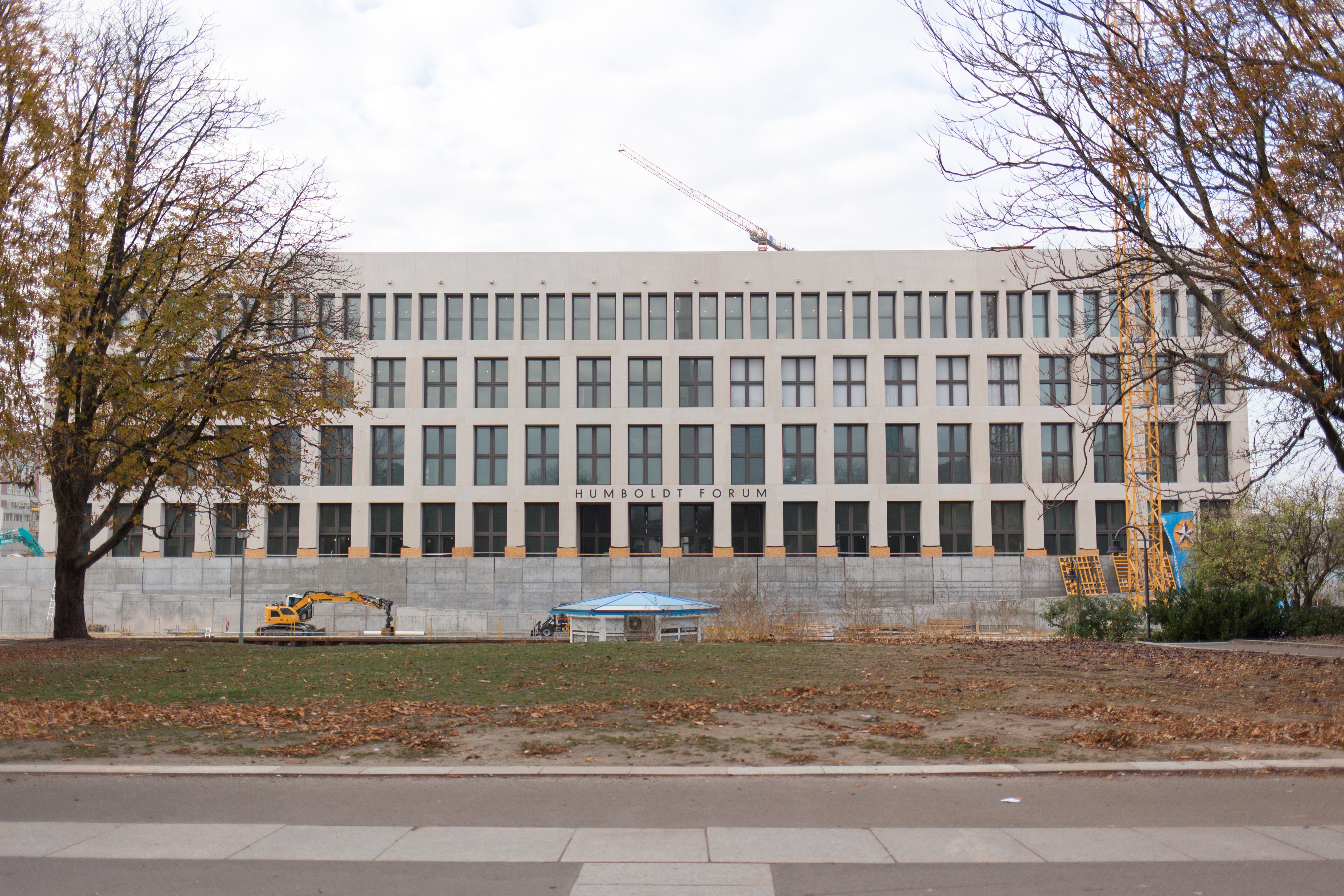
フンボルトフォーラム東側（2018年11月）

## 評価
ベルリン王宮は常に手が加えられ未完成の状態であり、またシュリューターやエオザンダーらの大規模改造案も中途半端にしか実現しなかった。しかし15世紀以来のさまざまな様式の建築の複合体として、またプロテスタント・バロックの傑作として、王宮周囲の様々な時代・様式の建造物群とともにベルリン中心部の歴史的景観を形成していた。特に建築・彫刻の天才であったシュリューターの実績は特筆すべきものがある。

## 逸話

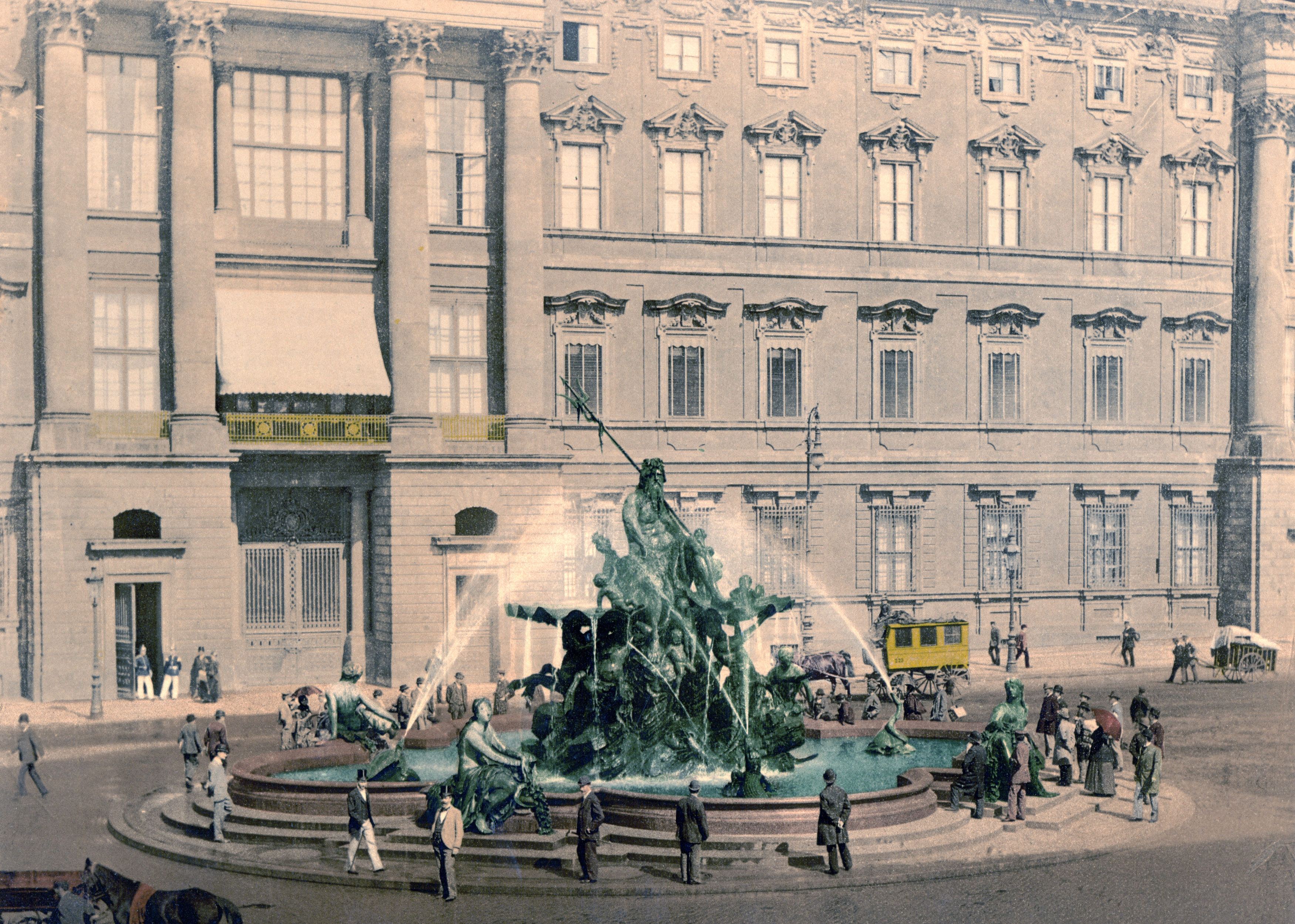
王宮前広場にあったネプチューンの噴水（Neptunbrunnen、1900年頃）

ドイツの他の城や宮殿同様、ベルリン王宮にも亡霊が出るという伝説が、ホーエンツォレルン家に伝わっていた。王族はしばしば「白い婦人」（Weiße Frau、ヴァイセ・フラウ、古城に現れる妖精のような存在）を目撃し、王族の一員が死ぬ3日前には彼女が出現して怒りを振るうとされた。最初に記録に残っているのは1628年で、以後1840年と1850年にも記録された。戦後西ベルリンでシャルロッテンブルク宮殿など城や宮殿の管理を統括した美術史家のマルガレーテ・クーン（Margaret Kühn）は、王宮が空襲で燃える直前の1945年1月31日にも「白い婦人」が王宮内を通っていったという。
この亡霊については、1891年にベルリン市から王宮に贈られたネプチューンの噴水（Neptunbrunnen、1951年に王宮前広場からベルリン市庁舎前に移設）が見間違えられたことも一因ではないかという説もある。この噴水は皇帝の寝室のすぐ傍にあり、皇后アウグステ・ヴィクトリアは噴水に不快感を持ち180度向きを変えさせたという。